# 2019冠狀病毒病澳門疫情相關安排之病毒檢測計劃

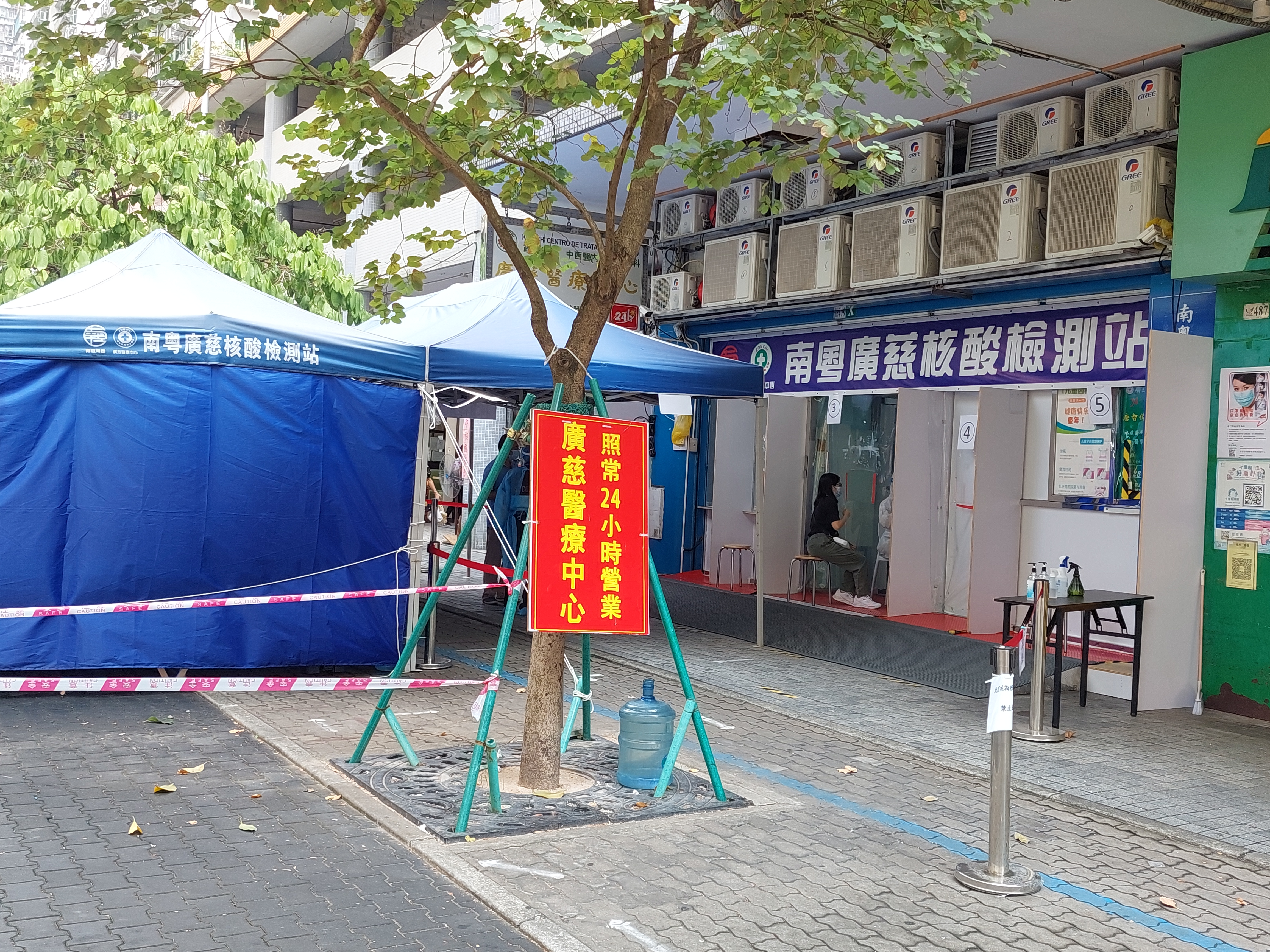
南粵廣慈核酸檢測站

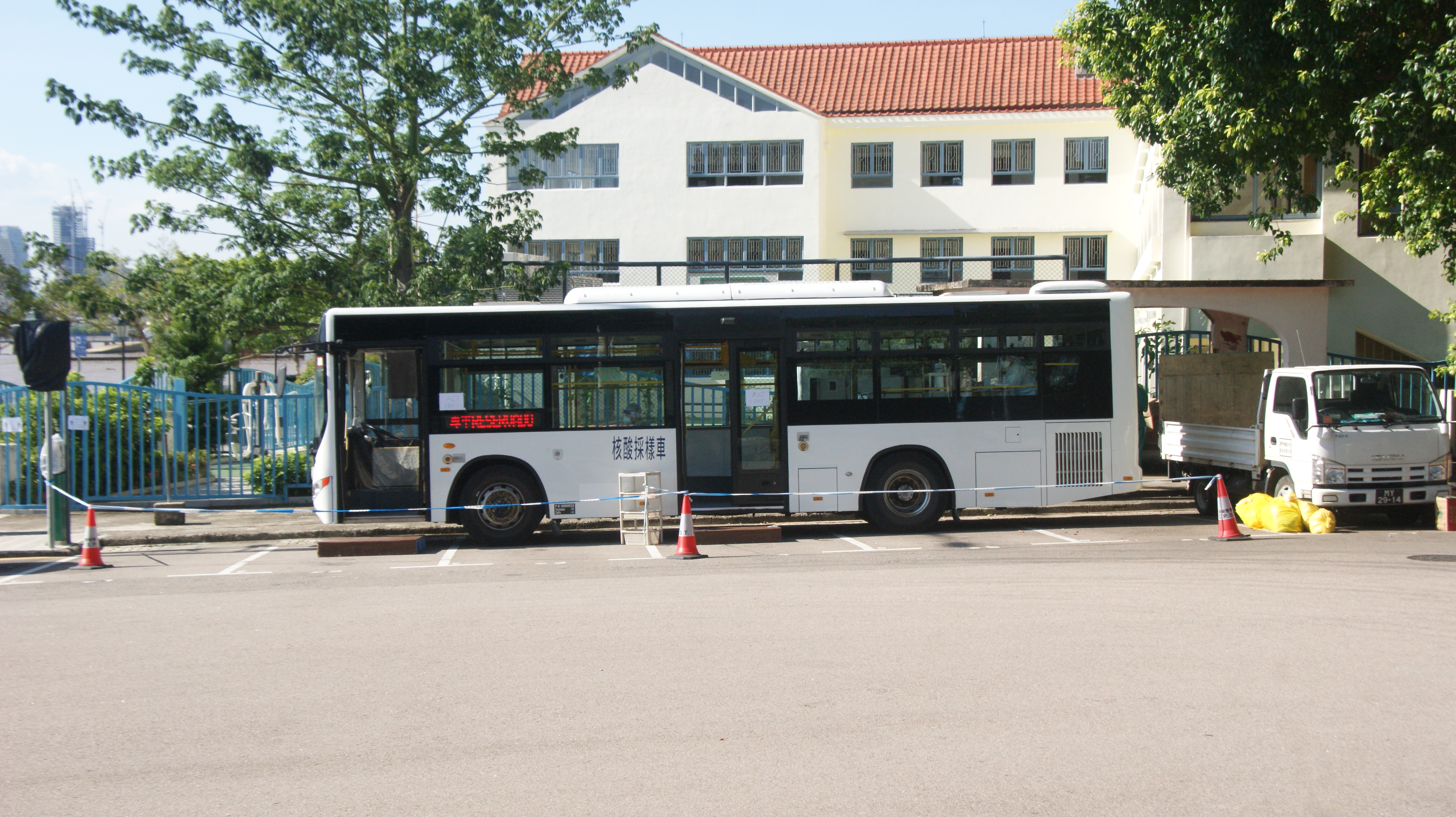
位於路環中葡學校旁停泊的流動核酸檢測車，現改為戶外核酸檢測站

嚴重特殊傳染性肺炎澳門疫情防疫及醫療安排之病毒檢測計劃，介紹在嚴重特殊傳染性肺炎澳門疫情防疫及醫療安排中，在澳門對應疫情所作出病毒檢測的安排，其中包括主動檢測高風險人群、常規核酸檢測計劃及全民核酸檢測計劃等。

## 主動檢測高風險人群
應變協調中心多次擴大檢測範圍，除了檢測醫院接收的可能案例以及確症案例的接觸者外，亦開始主動聯絡有風險的人群進行檢測。
- 2020年2月11至2月13日期間，為392名發財巴司進行檢測，全部司機檢測結果皆為陰性。[1][2][3]

- 2020年4月27日至4月30日期間，將全面安排任教中學的教職員進行核酸檢測，約有5,000人，至於跨境教職員及學生的核酸檢測安排，衛生局也已與珠海市的指定醫院做好協調，將在開課前分批前往進行檢測，跨境教職員及學生需要出示居住證和核酸檢測報告，才可往返珠海市澳門。[4] 教職員測試地點為山頂醫院兒童評估中心舊址。全部檢測結果皆為陰性[5]。

- 2020年4月28日宣佈，為已返回澳門的漁民、涉及密閉或封閉空間的安老院舍、監獄和醫院的新入住人士將安排作核酸測試[6]。截至 4月30日，所有漁民檢測結果均為陰性[5]。
- 首批高中跨境學生核酸檢測時間是2020年4月29日至5月1日，初中跨境學生則安排在2020年5月7日至9日。這些學生需要到珠海中西醫結合醫院做核酸檢測，費用人民幣160元，家長或學生需要先墊支，保留收據再交到學校向教青局報銷。[7]

- 2020年5月2日及5月3日期間，專為社服設施的員工進行核酸測試，預計涉及的設施近69間[8]。當中，3,000多位社服機構工作人員的檢測結果呈陰性[9]。

- 2020年5月23日，安排約700位小四至小六的跨境學生到珠海市婦幼保健院進行核酸檢測。[10]

- 2020年6月20日至21日，安排超過750名參與「澳人食住遊」的導遊，於北安病毒核酸檢測站進行核酸檢測。其餘主動檢測高風險人群（如龍舟比賽等） 。

- 2020年7月10日，衛生局疾病預防控制中心傳染病防制暨疾病監測部協調員梁亦好表示，所有被治安警定性為集會的活動，衛生當局均會要求所有參與人士需接受核酸檢測、佩戴口罩、集會過程中保持距離，亦會要求主辦方及治安警管理現場人數。即若要擺放街站。[11]

- 因應學界體育比賽2020年7月15日起復辦。所有參與學界比賽的學生、教練和裁判都要做核酸檢測，原定有296人參與賽事，最終有289人願意接受核酸檢測，全部結果為陰性。[12]
- 2020年7月16日，安排首批博彩業前線工作人員做核酸檢測。[13]每日為四千至五千名博企前線員工進行核酸檢測。該計劃主要針對工作需要，無計劃延伸用作通關。[14]
- 2020年7月20日起，已將博彩業前線工作人員的核酸檢測結果連接到澳門健康碼系統中，他們可留意個人的澳門健康碼，是否已呈現病毒核酸結果，並用作跨境用途。截至8月26日，已基本完成本澳 6間博企娛樂場前線員工核酸檢測，合共逾 5.3萬人，核酸檢測結果全部為陰性，仍有少部分前線員工正陸續安排核酸檢測。[15]
- 2020年8月，市政署安排近700名從事冷鏈配送、批發工作的人士接受核檢，結果均為陰性。因應鄰近地區最新情況，日前安排各街市的魚檔攤販分批接受病毒核酸檢測，各市政街市魚檔，包括檔主、協助人員和僱員合共 818人，大部分人已順利作核酸檢測。[16]
- 2020年8月28日起，教青局安排跨境學童和教職員在珠海 5間指定醫院接受核酸檢測，費用全免。[17]

- 2020年國慶慶祝活動，既明文規定記者接受核酸檢測才能到場採訪，也宣稱所有參會人士都需要接受核酸檢測。若記者拒絕接受核檢便不能在國慶酒會訪問官員。[18]
- 2020年10月份的司法年度開幕典禮要求所有參與人士需作核酸檢測。[19]
- 2020年11月20日至22日第67屆澳門格蘭披治大賽車，在11月17日及18日安排為所有參賽車手、車隊工作人員、賽道及集車區工作人員、醫療及救援人員進行核酸檢測，以保障賽事參加者的安全。[20]
- 2020年銀河娛樂澳門國際馬拉松，2020年11月30日至12月4日參賽者須於賽事舉行前進行一次性新型冠狀病毒核酸測試。[21]
- 2020年11月10日至23日，全澳公共巴士及的士司機（已更換電子的士駕駛員證之人士）、輕軌操作員免費進行一次性核酸檢測。[22]
- 2021年3月17日的2021澳門婦女體育嘉年華參與比賽的人士需要提供有效核酸檢測陰性報告才能參加。[23]
- 2021金沙中國澳門國際十公里長跑賽參與比賽的人士需要提供有效核酸檢測陰性報告才能參加。[24]
- 2021年6月7日1時起，衛生局將14天內曾到過廣州或佛山的在澳人士健康碼轉為紅色，並向他們發出短信，要求前往位於仁伯爵綜合醫院、鏡湖醫院或科大醫院進行病毒核酸檢測，上述三個病毒核酸檢測站將通宵開放，所有人士必須於6月7日18時前完成檢測。未能依時完成者，如無合理解釋，將要求進行14天醫學觀察。完成核酸檢測為陰性者，健康碼將變為黃色，直至離開廣州或佛山達14天為止。
- 2021年6月20日，應變協調中心宣布，在2021年6月10日至18日曾在深圳寶安機場逗留的人士(包括任何一棟機場航站樓、巴士站、地鐵站的人士)，須在離開該機場後14天內接受5次核酸檢測，期間其健康碼將轉為黃色，須接受嚴格的自我健康管理；而在澳門沒有居所的人士，須入住為持黃碼人士而設的指定酒店樓層或區域的房間；而相關人士亦須立即在健康碼上作出申報，以便安排其接受核酸檢測。首先須在5天內接受3次核酸檢測，每次相隔至少24小時。如第3次核酸檢測後離在深圳寶安機場逗留的日期未超過7天，則須在深圳寶安機場逗留的日期後的第7天及第14天接受1次核酸檢測。如第3次核酸檢測後離在深圳寶安機場逗留的日期超過7天但未超過14天，則須在深圳寶安機場逗留的日期後14天再接受1次核酸檢測；而未按上述時間接受核酸檢測者，其健康碼會在24小時後變紅碼。
- 2021年7月29日，為配合同年8月7日至21日舉行十年一度的住屋人口普查，統計暨普查局宣佈經咨詢衛生局意見，制定一系列防疫措施，為保障全澳居民和普查員的健康。當局要求所有普查員必須於8月7日前完成核酸檢測且結果為陰性。[25]
- 2022年1月24日，市政署宣佈全澳約3500名凡涉及冷鏈食品入口、裝卸、運輸、儲存、銷售冷鏈食品的一線人員，病毒核酸檢測由即日起由「七日一檢」改為「三日一檢」。市政署表示此舉為了強化冷鏈防疫措施，嚴防病毒經進口冷鏈食品、外國進口水果及其包裝傳入澳門。[26]
- 2022年3月15日，衛生局已將供應商及超市業界接觸處理貨物人員納入“重點工作人群常規核酸檢測計劃”， 有關人員須每7天進行一次核酸檢測，否則健康碼將轉為黃碼。相關企業涉及處理貨物的工作人員約為八千九百名，倘已接種2019冠狀病毒病疫苗的工作人員可免費預約核酸檢測，並須於2022年3月19日或之前完成首次核酸檢測工作。[27]
- 2022年3月16日，應變協調中心公佈因應於中國境內寄往澳門的網購貨物亦存在被病毒污染的風險，網購代收店接觸處理貨物人員亦將被納入衛生局“重點工作人群常規核酸檢測計劃”，須每7天進行一次核酸檢測。[28]
- 2022年3月17日，體育局宣佈因應「澳門國際十公里長跑賽」將於3月20日舉行，局長潘永權表示，因應疫情變化防疫措施有變動，當局將安排所有參賽跑手免費做一次24小時核酸檢測。潘永權又稱，當局會密切留意疫情發展調整措施，不排除會延期比賽。[29]

## 常規核酸檢測計劃

### 常規病毒核酸檢測站列表
| 實施日期                  | 地點                                            | 檢測機構                   | 採樣方式          | 針對人群                                                                     | 費用 | 費用 | 費用 | 費用 | 備註 | |
| 實施日期                  | 地點                                            | 檢測機構                   | 採樣方式          | 針對人群                                                                     | 澳門居民 | 外地僱員 | 旅客 | 核酸排查 | 備註 | |
| ------------------------- | ----------------------------------------------- | -------------------------- | ----------------- | ---------------------------------------------------------------------------- | --- | --- | --- | --- | --- | --- |
| 2020年5月7日至2022年12月  | 北安客運碼頭病毒核酸檢測站                      | 國檢(澳門)衛生檢測有限公司 | 口咽拭子/鼻咽拭子 | 所有人                                                                       | 首次免費，其餘每次澳門幣45元                                                                                   | 首次免費，其餘每次澳門幣45元                                                                                   | 每次澳門幣45元                                                                                                 | 免費 | 免費核酸排查的結果不能上載至澳門健康碼                                                                         | |
| 2020年8月10日至2022年10月 | 北安客運碼頭病毒核酸檢測站                      | 國檢(澳門)衛生檢測有限公司 | 口咽拭子/鼻咽拭子 | 18歲或以上人士                                                               | 首次免費，其餘每次澳門幣45元                                                                                   | 首次免費，其餘每次澳門幣45元                                                                                   | 每次澳門幣45元                                                                                                 | 免費 | 免費核酸排查的結果不能上載至澳門健康碼                                                                         | |
| 2020年5月25日起           | 仁伯爵綜合醫院病毒核酸檢測站                    | 衛生局公共衛生化驗所       | 鼻咽拭子          | 指定人士                                                                     | 指定人士免費                                                                                                   | 指定人士免費                                                                                                   | 指定人士免費                                                                                                   | -- | | |
| 2020年7月21日起           | 綜藝館病毒核酸檢測站                            | 國檢(澳門)衛生檢測有限公司 | 口咽拭子/鼻咽拭子 | 所有人                                                                       | 首次免費，其餘每次澳門幣45元                                                                                   | 每次澳門幣45元                                                                                                 | 每次澳門幣45元                                                                                                 | 免費 | 免費核酸排查的結果不能用作通關用途                                                                             | |
| 2020年8月24日起           | 鏡湖醫院病毒核酸檢測站                          | 鏡湖醫院                   | 口咽拭子/鼻咽拭子 | 所有人                                                                       | 每次澳門幣45元                                                                                                 | 每次澳門幣45元                                                                                                 | 每次澳門幣45元                                                                                                 | 免費 | 免費核酸排查的結果不能用作通關用途                                                                             | |
| 2020年9月21日起           | 科大醫院病毒核酸檢測站                          | 科大醫院                   | 口咽拭子/鼻咽拭子 | 所有人                                                                       | 每次澳門幣45元                                                                                                 | 每次澳門幣45元                                                                                                 | 每次澳門幣45元                                                                                                 | 免費 | 免費核酸排查的結果不能用作通關用途                                                                             | |
| 2022年11月12日起          | 科大醫院病毒核酸檢測站                          | 科大醫院                   | 鼻咽拭子          | 紅碼人士專道                                                                 | 供居家隔離醫學觀察人士進行檢測，需自費接受單樣檢測採樣，不能用作任何通關用途                                   | 供居家隔離醫學觀察人士進行檢測，需自費接受單樣檢測採樣，不能用作任何通關用途                                   | 供居家隔離醫學觀察人士進行檢測，需自費接受單樣檢測採樣，不能用作任何通關用途                                   | 供居家隔離醫學觀察人士進行檢測，需自費接受單樣檢測採樣，不能用作任何通關用途                                                                                  | 供居家隔離醫學觀察人士進行檢測，需自費接受單樣檢測採樣，不能用作任何通關用途                                   | |
| 2021年1月13日起           | 澳門國際機場核酸檢測中心                        | 國檢(澳門)衛生檢測有限公司 | 口咽拭子/鼻咽拭子 | 有效機票的航空旅客、澳門國際機場相關單位員工                                 | 每次澳門幣45元                                                                                                 | 每次澳門幣45元                                                                                                 | 每次澳門幣45元                                                                                                 | -- | | |
| 2021年1月13日起           | 澳門國際機場核酸檢測中心                        | 國檢(澳門)衛生檢測有限公司 | 口咽拭子/鼻咽拭子 | 已於衛生局登記的各口岸前線員工                                               | 免費 | 免費 | -- | -- | | |
| 2021年3月1日起            | 關閘工人球場病毒核酸檢測站                      | 南粵檢驗檢測中心           | 口咽拭子/鼻咽拭子 | 所有人                                                                       | 每次澳門幣45元                                                                                                 | 每次澳門幣45元                                                                                                 | 每次澳門幣45元                                                                                                 | 免費提供重點工作人群核檢和核酸排查，但不提供通關上碼服務 | | |
| 2021年6月16日             | 橫琴口岸核酸檢測站                              | 南粵檢驗檢測中心           | 口咽拭子/鼻咽拭子 | 所有人                                                                       | 每次澳門幣45元                                                                                                 | 每次澳門幣45元                                                                                                 | 每次澳門幣45元                                                                                                 | -- | | |
| 2021年10月16日            | 青茂口岸核酸檢測站                              | 南粵檢驗檢測中心           | 口咽拭子/鼻咽拭子 | 所有人                                                                       | 每次澳門幣45元                                                                                                 | 每次澳門幣45元                                                                                                 | 每次澳門幣45元                                                                                                 | 免費提供重點工作人群核檢和核酸排查，但不提供通關上碼服務 | | |
| 2022年6月19日起           | 望廈體育中心一樓                                | 國檢(澳門)衛生檢測有限公司 | 口咽拭子/鼻咽拭子 | 所有人                                                                       | 2022年8月4日起提供通關自費核檢用途服務，每次澳門幣45元                                                         | 2022年8月4日起提供通關自費核檢用途服務，每次澳門幣45元                                                         | 2022年8月4日起提供通關自費核檢用途服務，每次澳門幣45元                                                         | 自2022年6月澳門大規模疫情起用作全民核酸檢測、重點區域及重點人群核酸檢測之核酸檢測站用途，現時免費提供重點工作人群核檢和核酸排查服務，但不提供上碼用作通關服務 | | |
| 2022年7月24日下午3時      | 南粵廣慈核酸檢測站                              | 南粵檢驗檢測中心           | 口咽拭子/鼻咽拭子 | 所有人                                                                       | 每次澳門幣45元                                                                                                 | 每次澳門幣45元                                                                                                 | 每次澳門幣45元                                                                                                 | 免費提供重點工作人群核檢和核酸排查服務，但不提供上碼用作通關服務                                                                                              | | |
| 2022年8月3日起            | 黑沙環青年活動中心                              | 南粵檢驗檢測中心           | 口咽拭子/鼻咽拭子 | 所有人                                                                       | 每次澳門幣45元                                                                                                 | 每次澳門幣45元                                                                                                 | 每次澳門幣45元                                                                                                 | | | |
| 2022年9月中旬             | 南粵沙梨頭核酸檢測站                            | 南粵檢驗檢測中心           | 口咽拭子/鼻咽拭子 | 所有人                                                                       | 每次澳門幣45元                                                                                                 | 每次澳門幣45元                                                                                                 | 每次澳門幣45元                                                                                                 | 暫不能用作前往香港通關用途 | | |
| 2022年7月3日至8月26日     | 澳門大學（N8-綜合體育館）                       | 澳門中旅-捷諾 (普瑞莎)     | 口咽拭子/鼻咽拭子 | 所有人                                                                       | 每次澳門幣45元                                                                                                 | 每次澳門幣45元                                                                                                 | 每次澳門幣45元                                                                                                 | 免費提供重點工作人群核檢和核酸排查，但不提供上碼用作通關服務                                                                                                  | 可用作前往香港和乘坐飛機的通關用途                                                                             | |
| 2022年8月1日至9月上旬     | 望廈山房                                        | 澳門中旅-捷諾 (普瑞莎)     | 口咽拭子/鼻咽拭子 | 所有人                                                                       | 每次澳門幣45元                                                                                                 | 每次澳門幣45元                                                                                                 | 每次澳門幣45元                                                                                                 | 免費提供重點工作人群核檢和核酸排查，但不提供上碼用作通關服務                                                                                                  | 可用作前往香港和乘坐飛機的通關用途                                                                             | |
| 2022年8月1日至9月上旬     | 舊法院大樓                                      | 澳門中旅-捷諾 (普瑞莎)     | 口咽拭子/鼻咽拭子 | 所有人                                                                       | 每次澳門幣45元                                                                                                 | 每次澳門幣45元                                                                                                 | 每次澳門幣45元                                                                                                 | 免費提供重點工作人群核檢和核酸排查，但不提供上碼用作通關服務                                                                                                  | 可用作前往香港和乘坐飛機的通關用途                                                                             | |
| 2022年8月1日至10月下旬    | 澳門醫務界聯合總會綜合診所（南岸花園）          | 澳門中旅-捷諾 (普瑞莎)     | 口咽拭子/鼻咽拭子 | 所有人                                                                       | 每次澳門幣45元                                                                                                 | 每次澳門幣45元                                                                                                 | 每次澳門幣45元                                                                                                 | 免費提供重點工作人群核檢和核酸排查，但不提供上碼用作通關服務                                                                                                  | 可用作前往香港和乘坐飛機的通關用途                                                                             | |
| 2022年8月1日起            | 信步閑庭巴士總站                                | 澳門中旅-捷諾 (普瑞莎)     | 口咽拭子/鼻咽拭子 | 所有人                                                                       | 每次澳門幣45元                                                                                                 | 每次澳門幣45元                                                                                                 | 每次澳門幣45元                                                                                                 | 免費提供重點工作人群核檢和核酸排查，但不提供上碼用作通關服務                                                                                                  | 可用作前往香港和乘坐飛機的通關用途                                                                             | |
| 2022年11月12日起          | 信步閑庭巴士總站                                | 澳門中旅-捷諾 (普瑞莎)     | 鼻咽拭子          | 紅碼人士專道                                                                 | 供居家隔離醫學觀察人士進行檢測，需自費接受單樣檢測採樣，不能用作任何通關用途                                   | 供居家隔離醫學觀察人士進行檢測，需自費接受單樣檢測採樣，不能用作任何通關用途                                   | 供居家隔離醫學觀察人士進行檢測，需自費接受單樣檢測採樣，不能用作任何通關用途                                   | 供居家隔離醫學觀察人士進行檢測，需自費接受單樣檢測採樣，不能用作任何通關用途                                                                                  | 供居家隔離醫學觀察人士進行檢測，需自費接受單樣檢測採樣，不能用作任何通關用途                                   | 供居家隔離醫學觀察人士進行檢測，需自費接受單樣檢測採樣，不能用作任何通關用途                                   |
| 2022年8月3日至9月30日     | 塔石藝文館                                      | 澳門中旅-捷諾 (普瑞莎)     | 口咽拭子/鼻咽拭子 | 所有人                                                                       | 每次澳門幣45元                                                                                                 | 每次澳門幣45元                                                                                                 | 每次澳門幣45元                                                                                                 | 免費提供重點工作人群核檢和核酸排查，但不提供上碼用作通關服務                                                                                                  | 可用作前往香港和乘坐飛機的通關用途                                                                             | |
| 2022年8月3日至12月19日    | 石排灣臨時衛生站                                | 澳門中旅-捷諾 (普瑞莎)     | 口咽拭子/鼻咽拭子 | 所有人                                                                       | 每次澳門幣45元                                                                                                 | 每次澳門幣45元                                                                                                 | 每次澳門幣45元                                                                                                 | 免費提供重點工作人群核檢和核酸排查，但不提供上碼用作通關服務                                                                                                  | 可用作前往香港和乘坐飛機的通關用途                                                                             | |
| 2022年11月12日至12月19日  | 石排灣臨時衛生站                                | 澳門中旅-捷諾 (普瑞莎)     | 鼻咽拭子          | 紅碼人士專道                                                                 | 供居家隔離醫學觀察人士進行檢測，需自費接受單樣檢測採樣，不能用作任何通關用途                                   | 供居家隔離醫學觀察人士進行檢測，需自費接受單樣檢測採樣，不能用作任何通關用途                                   | 供居家隔離醫學觀察人士進行檢測，需自費接受單樣檢測採樣，不能用作任何通關用途                                   | 供居家隔離醫學觀察人士進行檢測，需自費接受單樣檢測採樣，不能用作任何通關用途                                                                                  | 供居家隔離醫學觀察人士進行檢測，需自費接受單樣檢測採樣，不能用作任何通關用途                                   | 供居家隔離醫學觀察人士進行檢測，需自費接受單樣檢測採樣，不能用作任何通關用途                                   |
| 2022年8月5日至10月上旬    | 氹仔東北體育中心                                | 澳門中旅-捷諾 (普瑞莎)     | 口咽拭子/鼻咽拭子 | 所有人                                                                       | 每次澳門幣45元                                                                                                 | 每次澳門幣45元                                                                                                 | 每次澳門幣45元                                                                                                 | 免費提供重點工作人群核檢和核酸排查，但不提供上碼用作通關服務                                                                                                  | 可用作前往香港和乘坐飛機的通關用途                                                                             | |
| 2022年8月5日起            | 柯邦迪前地公民教育資料廊                        | 澳門中旅-捷諾 (普瑞莎)     | 口咽拭子/鼻咽拭子 | 所有人                                                                       | 每次澳門幣45元                                                                                                 | 每次澳門幣45元                                                                                                 | 每次澳門幣45元                                                                                                 | 免費提供重點工作人群核檢和核酸排查，但不提供上碼用作通關服務                                                                                                  | 可用作前往香港和乘坐飛機的通關用途                                                                             | |
| 2022年8月5日至12月12日    | 醫總青洲坊                                      | 澳門中旅-捷諾 (普瑞莎)     | 口咽拭子/鼻咽拭子 | 所有人                                                                       | 每次澳門幣45元                                                                                                 | 每次澳門幣45元                                                                                                 | 每次澳門幣45元                                                                                                 | 免費提供重點工作人群核檢和核酸排查，但不提供上碼用作通關服務                                                                                                  | 可用作前往香港和乘坐飛機的通關用途                                                                             | |
| 2022年8月9日起            | 布拉干薩街濠景花園核檢站 (前財政局氹仔接待中心) | 澳門中旅-捷諾 (普瑞莎)     | 口咽拭子/鼻咽拭子 | 所有人                                                                       | 每次澳門幣45元                                                                                                 | 每次澳門幣45元                                                                                                 | 每次澳門幣45元                                                                                                 | 免費提供重點工作人群核檢和核酸排查，但不提供上碼用作通關服務                                                                                                  | 可用作前往香港和乘坐飛機的通關用途                                                                             | |
| 2022年8月9日起            | 離島醫院地盤核檢站                              | 澳門中旅-捷諾 (普瑞莎)     | 口咽拭子/鼻咽拭子 | 所有人                                                                       | 每次澳門幣45元                                                                                                 | 每次澳門幣45元                                                                                                 | 每次澳門幣45元                                                                                                 | 不設重點工作核檢及核酸排查 | 可用作前往香港和乘坐飛機的通關用途                                                                             | |
| 暫停服務                  | 新濠二期地盤核檢站                              | 澳門中旅-捷諾 (普瑞莎)     | 口咽拭子/鼻咽拭子 | 所有人                                                                       | 每次澳門幣45元                                                                                                 | 每次澳門幣45元                                                                                                 | 每次澳門幣45元                                                                                                 | 不設重點工作核檢及核酸排查 | 可用作前往香港和乘坐飛機的通關用途                                                                             | |
| 暫停服務                  | 銀河四期地盤核檢站                              | 澳門中旅-捷諾 (普瑞莎)     | 口咽拭子/鼻咽拭子 | 所有人                                                                       | 每次澳門幣45元                                                                                                 | 每次澳門幣45元                                                                                                 | 每次澳門幣45元                                                                                                 | 不設重點工作核檢及核酸排查 | 可用作前往香港和乘坐飛機的通關用途                                                                             | |
| 暫停服務                  | 教青局親職教育中心 (湖畔)                       | 澳門中旅-捷諾 (普瑞莎)     | 口咽拭子/鼻咽拭子 | 所有人                                                                       | 每次澳門幣45元                                                                                                 | 每次澳門幣45元                                                                                                 | 每次澳門幣45元                                                                                                 | 免費提供重點工作人群核檢和核酸排查，但不提供上碼用作通關服務                                                                                                  | 可用作前往香港和乘坐飛機的通關用途                                                                             | |
| 2022年8月16日至12月12日   | 前澳門逸園賽狗場                                | 澳門中旅-捷諾 (普瑞莎)     | 口咽拭子/鼻咽拭子 | 所有人                                                                       | 每次澳門幣45元                                                                                                 | 每次澳門幣45元                                                                                                 | 每次澳門幣45元                                                                                                 | 免費提供重點工作人群核檢和核酸排查，但不提供上碼用作通關服務                                                                                                  | 可用作前往香港和乘坐飛機的通關用途                                                                             | |
| 2022年10月28日至12月12日  | 前澳門逸園賽狗場                                | 澳門中旅-捷諾 (普瑞莎)     | 鼻咽拭子          | 紅碼人士專道                                                                 | 供逾時未檢人士及居家隔離醫學觀察人士進行檢測，不能用作任何通關用途；居家隔離醫學觀察人士需自費接受單樣檢測採樣 | 供逾時未檢人士及居家隔離醫學觀察人士進行檢測，不能用作任何通關用途；居家隔離醫學觀察人士需自費接受單樣檢測採樣 | 供逾時未檢人士及居家隔離醫學觀察人士進行檢測，不能用作任何通關用途；居家隔離醫學觀察人士需自費接受單樣檢測採樣 | 供逾時未檢人士及居家隔離醫學觀察人士進行檢測，不能用作任何通關用途；居家隔離醫學觀察人士需自費接受單樣檢測採樣                                                | 供逾時未檢人士及居家隔離醫學觀察人士進行檢測，不能用作任何通關用途；居家隔離醫學觀察人士需自費接受單樣檢測採樣 | 供逾時未檢人士及居家隔離醫學觀察人士進行檢測，不能用作任何通關用途；居家隔離醫學觀察人士需自費接受單樣檢測採樣 |
| 2022年8月27日起           | 澳門大學（研究生宿舍南三座-S3）                 | 澳門中旅-捷諾 (普瑞莎)     | 口咽拭子/鼻咽拭子 | 所有人                                                                       | 每次澳門幣45元                                                                                                 | 每次澳門幣45元                                                                                                 | 每次澳門幣45元                                                                                                 | 提供重點人群和核酸排查，但不提供通關上碼服務 | 可用作前往香港和乘坐飛機的通關用途                                                                             | |
| 2022年11月12日起          | 澳門大學（研究生宿舍南三座-S3）                 | 鼻咽拭子                   | 紅碼人士專道      | 供居家隔離醫學觀察人士進行檢測，需自費接受單樣檢測採樣，不能用作任何通關用途 | 供居家隔離醫學觀察人士進行檢測，需自費接受單樣檢測採樣，不能用作任何通關用途                                   | 供居家隔離醫學觀察人士進行檢測，需自費接受單樣檢測採樣，不能用作任何通關用途                                   | 供居家隔離醫學觀察人士進行檢測，需自費接受單樣檢測採樣，不能用作任何通關用途                                   | 供居家隔離醫學觀察人士進行檢測，需自費接受單樣檢測採樣，不能用作任何通關用途                                                                                  | 供居家隔離醫學觀察人士進行檢測，需自費接受單樣檢測採樣，不能用作任何通關用途                                   | |

### 旅客或博企員工病毒核酸檢測點列表
| 實施日期                    | 地點                   | 檢測機構                   | 採樣方式          | 針對人群           | 費用                                    | 費用                                    | 費用           | 費用                               | 備註                               |
| 實施日期                    | 地點                   | 檢測機構                   | 採樣方式          | 針對人群           | 澳門居民                                | 外地僱員                                | 旅客           | 核酸排查                           | 備註                               |
| --------------------------- | ---------------------- | -------------------------- | ----------------- | ------------------ | --------------------------------------- | --------------------------------------- | -------------- | ---------------------------------- | ---------------------------------- |
| 2020年9月30日起             | 澳門美高梅旅客檢測點   | 國檢(澳門)衛生檢測有限公司 | 口咽拭子/鼻咽拭子 | 旅客及賭場前線員工 | 每次澳門幣45元 (僅限博企娛樂場前線員工) | 每次澳門幣45元 (僅限博企娛樂場前線員工) | 每次澳門幣45元 | 不設免費病毒核酸排查及香港通關用途 | 不設免費病毒核酸排查及香港通關用途 |
| 2020年9月30日起             | 美獅美高梅旅客檢測點   | 國檢(澳門)衛生檢測有限公司 | 口咽拭子/鼻咽拭子 | 旅客及賭場前線員工 | 每次澳門幣45元 (僅限博企娛樂場前線員工) | 每次澳門幣45元 (僅限博企娛樂場前線員工) | 每次澳門幣45元 | 不設免費病毒核酸排查及香港通關用途 | 不設免費病毒核酸排查及香港通關用途 |
| 2020年9月30日至2023年1月7日 | 澳門金沙旅客檢測點     | 國檢(澳門)衛生檢測有限公司 | 口咽拭子/鼻咽拭子 | 旅客及賭場前線員工 | 每次澳門幣45元 (僅限博企娛樂場前線員工) | 每次澳門幣45元 (僅限博企娛樂場前線員工) | 每次澳門幣45元 | 不設免費病毒核酸排查及香港通關用途 | 不設免費病毒核酸排查及香港通關用途 |
| 2020年9月30日起             | 澳門威尼斯人旅客檢測點 | 國檢(澳門)衛生檢測有限公司 | 口咽拭子/鼻咽拭子 | 旅客及賭場前線員工 | 每次澳門幣45元 (僅限博企娛樂場前線員工) | 每次澳門幣45元 (僅限博企娛樂場前線員工) | 每次澳門幣45元 | 不設免費病毒核酸排查及香港通關用途 | 不設免費病毒核酸排查及香港通關用途 |
| 2020年9月30日起             | 新葡京旅客檢測點       | 國檢(澳門)衛生檢測有限公司 | 口咽拭子/鼻咽拭子 | 旅客及賭場前線員工 | 每次澳門幣45元 (僅限博企娛樂場前線員工) | 每次澳門幣45元 (僅限博企娛樂場前線員工) | 每次澳門幣45元 | 不設免費病毒核酸排查及香港通關用途 | 不設免費病毒核酸排查及香港通關用途 |
| 2020年9月30日起             | 澳門百老匯旅客檢測點   | 國檢(澳門)衛生檢測有限公司 | 口咽拭子/鼻咽拭子 | 旅客及賭場前線員工 | 每次澳門幣45元 (僅限博企娛樂場前線員工) | 每次澳門幣45元 (僅限博企娛樂場前線員工) | 每次澳門幣45元 | 不設免費病毒核酸排查及香港通關用途 | 不設免費病毒核酸排查及香港通關用途 |
| 2020年9月30日至2023年1月7日 | 永利皇宮旅客檢測點     | 國檢(澳門)衛生檢測有限公司 | 口咽拭子/鼻咽拭子 | 旅客及賭場前線員工 | 每次澳門幣45元 (僅限博企娛樂場前線員工) | 每次澳門幣45元 (僅限博企娛樂場前線員工) | 每次澳門幣45元 | 不設免費病毒核酸排查及香港通關用途 | 不設免費病毒核酸排查及香港通關用途 |
| 2020年9月30日起             | 新濠影匯旅客檢測點     | 國檢(澳門)衛生檢測有限公司 | 口咽拭子/鼻咽拭子 | 旅客及賭場前線員工 | 每次澳門幣45元 (僅限博企娛樂場前線員工) | 每次澳門幣45元 (僅限博企娛樂場前線員工) | 每次澳門幣45元 | 不設免費病毒核酸排查及香港通關用途 | 不設免費病毒核酸排查及香港通關用途 |
| 2022年8月3日至2023年1月7日  | 上葡京旅客檢測點       | 國檢(澳門)衛生檢測有限公司 | 口咽拭子/鼻咽拭子 | 旅客及賭場前線員工 | 每次澳門幣45元 (僅限博企娛樂場前線員工) | 每次澳門幣45元 (僅限博企娛樂場前線員工) | 每次澳門幣45元 | 不設免費病毒核酸排查及香港通關用途 | 不設免費病毒核酸排查及香港通關用途 |

### 臨時病毒核酸檢測站列表
| 實施日期                                                        | 地點                         | 檢測機構                                          | 採樣方式          | 針對人群 | 費用 | 費用 | 費用 | 費用 | 備註 |
| 實施日期                                                        | 地點                         | 檢測機構                                          | 採樣方式          | 針對人群 | 澳門居民 | 外地僱員 | 旅客 | 核酸排查 | 備註 |
| --------------------------------------------------------------- | ---------------------------- | ------------------------------------------------- | ----------------- | -------- | --- | --- | --- | --- | --- |
| 2021年6月9日至7月16日 2022年1月18日至1月21日                    | 黑沙環青年活動中心           | 國檢(澳門)衛生檢測有限公司                        | 口咽拭子/鼻咽拭子 | 跨境學生 | 跨境學生免費、跨境學生陪同人士須自費 | 跨境學生免費、跨境學生陪同人士須自費 | 跨境學生免費、跨境學生陪同人士須自費 | -- | 運作時間為星期一至五下午3時至晚上7時 |
| 2021年10月3日及4日 2021年10月18日                               | 塔石體育館臨時核酸檢測站     | 國檢(澳門)衛生檢測有限公司 / 衛生局公共衛生化驗所 | 口咽拭子/鼻咽拭子 | 所有人   | 每次澳門幣70元 | 每次澳門幣70元 | 每次澳門幣70元 | -- | |
| 2021年10月3日及4日 2021年10月18日                               | 澳門文化中心臨時核酸檢測站   | 國檢(澳門)衛生檢測有限公司 / 衛生局公共衛生化驗所 | 口咽拭子/鼻咽拭子 | 所有人   | 每次澳門幣70元 | 每次澳門幣70元 | 每次澳門幣70元 | -- | |
| 2021年10月3日及4日 2021年10月18日                               | 工人體育場一樓臨時核酸檢測站 | 南粵檢驗檢測中心                                  | 口咽拭子/鼻咽拭子 | 所有人   | 每次澳門幣70元 | 每次澳門幣70元 | 每次澳門幣70元 | -- | 自費核酸測試結果暫時不能用於香港入境 |
| 2022年2月28日及3月1日 2022年3月1日至4日 2022年10月30日至11月1日 | 工人體育場一樓臨時核酸檢測站 | 南粵檢驗檢測中心                                  | 口咽拭子/鼻咽拭子 | 所有人   | 免費，只作重點區域核酸檢測用途，排查結果不能上載至澳門健康碼，亦不能用作出入境用途。                                                                      | 免費，只作重點區域核酸檢測用途，排查結果不能上載至澳門健康碼，亦不能用作出入境用途。                                                                      | 免費，只作重點區域核酸檢測用途，排查結果不能上載至澳門健康碼，亦不能用作出入境用途。                                                                      | 免費，只作重點區域核酸檢測用途，排查結果不能上載至澳門健康碼，亦不能用作出入境用途。                                                                      | - 2022年2月28日下午5時至3月1日中午12時，針對曾到或居住關閘廣場附近人群作強制檢測點。 - 2022年3月1日至4日針對三類人群作臨時核檢點 - 於2022年10月澳門2019冠狀病毒病聚集性疫情期間用作重點區域及人群核酸檢測之核酸檢測站用途，但不提供上碼用作通關服務 - 於2022年11月中旬因出現社會面輸入確診個案用作重點區域及人群核酸檢測之核酸檢測站用途，但不提供上碼用作通關服務 |
| 2022年6月19日至8月9日                                           | 工人體育場一樓臨時核酸檢測站 | 南粵檢驗檢測中心                                  | 口咽拭子/鼻咽拭子 | 所有人   | 自2022年6月澳門大規模疫情起用作全民核酸檢測、重點區域及重點人群核酸檢測之核酸檢測站用途，隨後免費提供重點區域和重點工作人群核檢，但不提供上碼用作通關服務 | 自2022年6月澳門大規模疫情起用作全民核酸檢測、重點區域及重點人群核酸檢測之核酸檢測站用途，隨後免費提供重點區域和重點工作人群核檢，但不提供上碼用作通關服務 | 自2022年6月澳門大規模疫情起用作全民核酸檢測、重點區域及重點人群核酸檢測之核酸檢測站用途，隨後免費提供重點區域和重點工作人群核檢，但不提供上碼用作通關服務 | 自2022年6月澳門大規模疫情起用作全民核酸檢測、重點區域及重點人群核酸檢測之核酸檢測站用途，隨後免費提供重點區域和重點工作人群核檢，但不提供上碼用作通關服務 | 自2022年6月澳門大規模疫情起用作全民核酸檢測、重點區域及重點人群核酸檢測之核酸檢測站用途，隨後免費提供重點區域和重點工作人群核檢，但不提供上碼用作通關服務 |
| 2022年10月30日至11月6日                                         | 中葡職業技術學校體育館       | 普瑞莎                                            | 口咽拭子/鼻咽拭子 | 所有人   | 於2022年10月澳門2019冠狀病毒病聚集性疫情期間用作全民核酸檢測、重點區域及重點人群核酸檢測之核酸檢測站用途，但不提供上碼用作通關服務                        | 於2022年10月澳門2019冠狀病毒病聚集性疫情期間用作全民核酸檢測、重點區域及重點人群核酸檢測之核酸檢測站用途，但不提供上碼用作通關服務                        | 於2022年10月澳門2019冠狀病毒病聚集性疫情期間用作全民核酸檢測、重點區域及重點人群核酸檢測之核酸檢測站用途，但不提供上碼用作通關服務                        | 於2022年10月澳門2019冠狀病毒病聚集性疫情期間用作全民核酸檢測、重點區域及重點人群核酸檢測之核酸檢測站用途，但不提供上碼用作通關服務                        | 於2022年10月澳門2019冠狀病毒病聚集性疫情期間用作全民核酸檢測、重點區域及重點人群核酸檢測之核酸檢測站用途，但不提供上碼用作通關服務 |
| 2022年11月19日下午4時至11月23日                                 | 漁人碼頭                     | 普瑞莎                                            | 口咽拭子/鼻咽拭子 | 所有人   | 於2022年11月中旬出現社會面輸入個案期間用作重點區域及重點人群核酸檢測之核酸檢測站用途，但不提供上碼用作通關服務 現已改為戶外常規核酸檢測站                 | 於2022年11月中旬出現社會面輸入個案期間用作重點區域及重點人群核酸檢測之核酸檢測站用途，但不提供上碼用作通關服務 現已改為戶外常規核酸檢測站                 | 於2022年11月中旬出現社會面輸入個案期間用作重點區域及重點人群核酸檢測之核酸檢測站用途，但不提供上碼用作通關服務 現已改為戶外常規核酸檢測站                 | 於2022年11月中旬出現社會面輸入個案期間用作重點區域及重點人群核酸檢測之核酸檢測站用途，但不提供上碼用作通關服務 現已改為戶外常規核酸檢測站                 | 於2022年11月中旬出現社會面輸入個案期間用作重點區域及重點人群核酸檢測之核酸檢測站用途，但不提供上碼用作通關服務 現已改為戶外常規核酸檢測站 |
| 2022年11月30日至12月2日、12月4日                                | 塔石體育館                   | 普瑞莎                                            | 口咽拭子/鼻咽拭子 | 所有人   | 於2022年11—12月澳門2019冠狀病毒病聚集性疫情期間用作重點區域核酸檢測之核酸檢測站用途，但不提供上碼用作通關服務                                             | 於2022年11—12月澳門2019冠狀病毒病聚集性疫情期間用作重點區域核酸檢測之核酸檢測站用途，但不提供上碼用作通關服務                                             | 於2022年11—12月澳門2019冠狀病毒病聚集性疫情期間用作重點區域核酸檢測之核酸檢測站用途，但不提供上碼用作通關服務                                             | 於2022年11—12月澳門2019冠狀病毒病聚集性疫情期間用作重點區域核酸檢測之核酸檢測站用途，但不提供上碼用作通關服務                                             | 於2022年11—12月澳門2019冠狀病毒病聚集性疫情期間用作重點區域核酸檢測之核酸檢測站用途，但不提供上碼用作通關服務 |

### 流動核酸採樣車列表
| 實施日期                   | 地點                                                | 檢測機構               | 採樣方式 | 針對人群 | 費用 | 費用 | 費用 | 費用 | 備註 |
| 實施日期                   | 地點                                                | 檢測機構               | 採樣方式 | 針對人群 | 澳門居民 | 外地僱員 | 旅客 | 核酸排查 | 備註 |
| -------------------------- | --------------------------------------------------- | ---------------------- | -------- | -------- | --- | --- | --- | --- | --- |
| 2022年6月30日至8月15日     | 凱泉灣總站                                          | 澳門中旅-捷諾 (普瑞莎) | 鼻咽拭子 | 所有人   | 2022年8月4日起提供自費檢測服務，每次澳門幣45元                                                                            | 2022年8月4日起提供自費檢測服務，每次澳門幣45元                                                                            | 2022年8月4日起提供自費檢測服務，每次澳門幣45元                                                                            | 免費提供重點工作人群核檢及核酸排查，但不提供上碼用作通關服務                                                              | 2022年9月起，相關核檢證明可用作前往香港通關用途                                                                           |
| 2022年6月30日至9月30日     | 路環中葡學校                                        | 澳門中旅-捷諾 (普瑞莎) | 鼻咽拭子 | 所有人   | 2022年8月4日起提供自費檢測服務，每次澳門幣45元                                                                            | 2022年8月4日起提供自費檢測服務，每次澳門幣45元                                                                            | 2022年8月4日起提供自費檢測服務，每次澳門幣45元                                                                            | 免費提供重點工作人群核檢及核酸排查，但不提供上碼用作通關服務                                                              | 2022年9月起，相關核檢證明可用作前往香港通關用途                                                                           |
| 2022年8月7日至8日          | 澳門大學附屬應用學校                                | 澳門中旅-捷諾 (普瑞莎) | 鼻咽拭子 | 所有人   | 免費，只作重點區域和重點人群核酸檢測，核酸檢測結果不能用作出入境用途                                                      | 免費，只作重點區域和重點人群核酸檢測，核酸檢測結果不能用作出入境用途                                                      | 免費，只作重點區域和重點人群核酸檢測，核酸檢測結果不能用作出入境用途                                                      | 免費，只作重點區域和重點人群核酸檢測，核酸檢測結果不能用作出入境用途                                                      | 免費，只作重點區域和重點人群核酸檢測，核酸檢測結果不能用作出入境用途                                                      |
| 2022年8月7日至8日          | 氹仔中央公園旁近濠景花園                            | 澳門中旅-捷諾 (普瑞莎) | 鼻咽拭子 | 所有人   | 免費，只作重點區域和重點人群核酸檢測，核酸檢測結果不能用作出入境用途                                                      | 免費，只作重點區域和重點人群核酸檢測，核酸檢測結果不能用作出入境用途                                                      | 免費，只作重點區域和重點人群核酸檢測，核酸檢測結果不能用作出入境用途                                                      | 免費，只作重點區域和重點人群核酸檢測，核酸檢測結果不能用作出入境用途                                                      | 免費，只作重點區域和重點人群核酸檢測，核酸檢測結果不能用作出入境用途                                                      |
| 2022年8月10日下午4時至12日 | 河邊新巷                                            | 澳門中旅-捷諾 (普瑞莎) | 鼻咽拭子 | 所有人   | 免費，只作重點區域和重點人群核酸檢測，核酸檢測結果不能用作出入境用途                                                      | 免費，只作重點區域和重點人群核酸檢測，核酸檢測結果不能用作出入境用途                                                      | 免費，只作重點區域和重點人群核酸檢測，核酸檢測結果不能用作出入境用途                                                      | 免費，只作重點區域和重點人群核酸檢測，核酸檢測結果不能用作出入境用途                                                      | 免費，只作重點區域和重點人群核酸檢測，核酸檢測結果不能用作出入境用途                                                      |
| 2022年8月10日下午4時至12日 | 李度巷                                              | 澳門中旅-捷諾 (普瑞莎) | 鼻咽拭子 | 所有人   | 免費，只作重點區域和重點人群核酸檢測，核酸檢測結果不能用作出入境用途                                                      | 免費，只作重點區域和重點人群核酸檢測，核酸檢測結果不能用作出入境用途                                                      | 免費，只作重點區域和重點人群核酸檢測，核酸檢測結果不能用作出入境用途                                                      | 免費，只作重點區域和重點人群核酸檢測，核酸檢測結果不能用作出入境用途                                                      | 免費，只作重點區域和重點人群核酸檢測，核酸檢測結果不能用作出入境用途                                                      |
| 2022年8月10日下午4時至12日 | 柯邦迪前地                                          | 澳門中旅-捷諾 (普瑞莎) | 鼻咽拭子 | 所有人   | 免費，只作重點區域和重點人群核酸檢測，核酸檢測結果不能用作出入境用途                                                      | 免費，只作重點區域和重點人群核酸檢測，核酸檢測結果不能用作出入境用途                                                      | 免費，只作重點區域和重點人群核酸檢測，核酸檢測結果不能用作出入境用途                                                      | 免費，只作重點區域和重點人群核酸檢測，核酸檢測結果不能用作出入境用途                                                      | 免費，只作重點區域和重點人群核酸檢測，核酸檢測結果不能用作出入境用途                                                      |
| 2022年8月10日下午4時至12日 | 河邊新街                                            | 澳門中旅-捷諾 (普瑞莎) | 鼻咽拭子 | 所有人   | 免費，只作重點區域和重點人群核酸檢測，核酸檢測結果不能用作出入境用途                                                      | 免費，只作重點區域和重點人群核酸檢測，核酸檢測結果不能用作出入境用途                                                      | 免費，只作重點區域和重點人群核酸檢測，核酸檢測結果不能用作出入境用途                                                      | 免費，只作重點區域和重點人群核酸檢測，核酸檢測結果不能用作出入境用途                                                      | 免費，只作重點區域和重點人群核酸檢測，核酸檢測結果不能用作出入境用途                                                      |
| 2022年8月13日至15日        | 沙梨頭海邊街仁慕巷                                  | 澳門中旅-捷諾 (普瑞莎) | 鼻咽拭子 | 所有人   | 免費，只作重點區域和重點人群核酸檢測，核酸檢測結果不能用作出入境用途                                                      | 免費，只作重點區域和重點人群核酸檢測，核酸檢測結果不能用作出入境用途                                                      | 免費，只作重點區域和重點人群核酸檢測，核酸檢測結果不能用作出入境用途                                                      | 免費，只作重點區域和重點人群核酸檢測，核酸檢測結果不能用作出入境用途                                                      | 免費，只作重點區域和重點人群核酸檢測，核酸檢測結果不能用作出入境用途                                                      |
| 2022年9月16日至18日        | 澳門大學（綜合體育館-N8外，即行政樓N6對面）         | 澳門中旅-捷諾 (普瑞莎) | 鼻咽拭子 | 所有人   | 免費，只供澳門大學教職員及學生檢測，檢測結果不能用作通關用途                                                              | 免費，只供澳門大學教職員及學生檢測，檢測結果不能用作通關用途                                                              | 免費，只供澳門大學教職員及學生檢測，檢測結果不能用作通關用途                                                              | 免費，只供澳門大學教職員及學生檢測，檢測結果不能用作通關用途                                                              | 免費，只供澳門大學教職員及學生檢測，檢測結果不能用作通關用途                                                              |
| 2022年9月16日至18日        | 澳門大學（鄭裕彤書院-W23外，即工商管理學院E22對面） | 澳門中旅-捷諾 (普瑞莎) | 鼻咽拭子 | 所有人   | 免費，只供澳門大學教職員及學生檢測，檢測結果不能用作通關用途                                                              | 免費，只供澳門大學教職員及學生檢測，檢測結果不能用作通關用途                                                              | 免費，只供澳門大學教職員及學生檢測，檢測結果不能用作通關用途                                                              | 免費，只供澳門大學教職員及學生檢測，檢測結果不能用作通關用途                                                              | 免費，只供澳門大學教職員及學生檢測，檢測結果不能用作通關用途                                                              |
| 2022年11月4日至5日         | 蝴蝶谷大馬路總站                                    | 澳門中旅-捷諾 (普瑞莎) | 鼻咽拭子 | 所有人   | 免費，只作全民、重點區域及重點人群核酸檢測，核酸檢測結果不能用作出入境用途                                                | 免費，只作全民、重點區域及重點人群核酸檢測，核酸檢測結果不能用作出入境用途                                                | 免費，只作全民、重點區域及重點人群核酸檢測，核酸檢測結果不能用作出入境用途                                                | 免費，只作全民、重點區域及重點人群核酸檢測，核酸檢測結果不能用作出入境用途                                                | 免費，只作全民、重點區域及重點人群核酸檢測，核酸檢測結果不能用作出入境用途                                                |
| 2022年11月18日至12月4日    | 澳門旅遊塔                                          | 澳門中旅-捷諾 (普瑞莎) | 鼻咽拭子 | 所有人   | 每次澳門幣45元 | 每次澳門幣45元 | 每次澳門幣45元 | 免費提供重點區域、重點工作人群核檢及核酸排查，但不提供上碼用作通關服務                                                    | 未能用作乘飛機或前往香港通關用途                                                                                          |
| 2022年11月19日至23日       | 大三巴                                              | 澳門中旅-捷諾 (普瑞莎) | 鼻咽拭子 | 所有人   | 免費，只作重點區域及重點人群核酸檢測，核酸檢測結果不能用作出入境用途 流動核酸採樣車設有兩部，改停泊於高園街上落客區位置。 | 免費，只作重點區域及重點人群核酸檢測，核酸檢測結果不能用作出入境用途 流動核酸採樣車設有兩部，改停泊於高園街上落客區位置。 | 免費，只作重點區域及重點人群核酸檢測，核酸檢測結果不能用作出入境用途 流動核酸採樣車設有兩部，改停泊於高園街上落客區位置。 | 免費，只作重點區域及重點人群核酸檢測，核酸檢測結果不能用作出入境用途 流動核酸採樣車設有兩部，改停泊於高園街上落客區位置。 | 免費，只作重點區域及重點人群核酸檢測，核酸檢測結果不能用作出入境用途 流動核酸採樣車設有兩部，改停泊於高園街上落客區位置。 |

### 新增戶外核酸檢測站
自2022年7月下旬起，澳門多個地點正搭建戶外核檢站。在7月24日疫情記者會上，衛生局傳染病防控處處長梁亦好表示，考慮到現時很多核檢站設於學校內，若日後開學或不再適合作為核酸站，當局現時陸續於不同區域戶外地點設置核檢站，相關工作是為了配合日後若常態化的社區核檢準備，她又補充表示，期望日後核檢站設置地點更便民，分散人流，初步會於戶外公園或空地設置核檢站，由其他檢測機構營運。
2022年7月25日，位於祐漢街市公園的戶外核酸檢測站啟用。衛生局傳染病防控處處長梁亦好在防疫記者會上回應傳媒時指，運作模式是由政府在不同區域設置戶外核檢站，站內的動線亦由政府設計，再邀請第三方機構營運；衛生局負責監督，也要求第三方機構執行感染控制。梁亦好指出，一如衛生局所有外判合同，均有要求優先聘用本地居民。至於戶外核檢站的判給金額，她表示，手上沒有相關資料。並提出，戶外核檢站的設置、判給模式如同國檢的核檢站（澳門綜藝館、北安客運碼頭）、南粵的核檢站（横琴口岸、青茂口岸）等。在啟用首日上午開放時段，採樣一千三百五十二人次，使用新開發的「澳核酸」 登記系統；梁亦好表示，該站整體運作暢順。並指出，由於天氣酷熱，中午十一時至下午五時暫停開放。她重申，政府正在全澳尋找合適地點設置更多戶外核檢站，暫時未有具體數量。
| 實施日期                 | 地點                                     | 檢測機構                | 採樣方式          | 針對人群                                                                             | 費用 | 費用 | 費用 | 費用 | 備註 | |
| 實施日期                 | 地點                                     | 檢測機構                | 採樣方式          | 針對人群                                                                             | 澳門居民 | 外地僱員 | 旅客 | 核酸排查 | 備註 | |
| ------------------------ | ---------------------------------------- | ----------------------- | ----------------- | ------------------------------------------------------------------------------------ | --- | --- | --- | --- | --- | --- |
| 2022年7月25日至11月下旬  | 祐漢街市公園核酸檢測站                   | 澳門中旅-捷諾（普瑞莎） | 口咽拭子/鼻咽拭子 | 所有人                                                                               | 每次澳門幣45元                                                                                                 | 每次澳門幣45元                                                                                                 | 每次澳門幣45元                                                                                                 | 提供重點人群和核酸排查，但不提供通關上碼服務                                                                   | 可用作前往香港和乘坐飛機的通關用途                                                                             | |
| 2022年7月25日至11月下旬  | 祐漢街市公園核酸檢測站                   | 澳門中旅-捷諾（普瑞莎） | 鼻咽拭子          | 紅碼人士專道                                                                         | 供逾時未檢人士及居家隔離醫學觀察人士進行檢測，不能用作任何通關用途；居家隔離醫學觀察人士需自費接受單樣檢測採樣 | 供逾時未檢人士及居家隔離醫學觀察人士進行檢測，不能用作任何通關用途；居家隔離醫學觀察人士需自費接受單樣檢測採樣 | 供逾時未檢人士及居家隔離醫學觀察人士進行檢測，不能用作任何通關用途；居家隔離醫學觀察人士需自費接受單樣檢測採樣 | 供逾時未檢人士及居家隔離醫學觀察人士進行檢測，不能用作任何通關用途；居家隔離醫學觀察人士需自費接受單樣檢測採樣 | 供逾時未檢人士及居家隔離醫學觀察人士進行檢測，不能用作任何通關用途；居家隔離醫學觀察人士需自費接受單樣檢測採樣 | 供逾時未檢人士及居家隔離醫學觀察人士進行檢測，不能用作任何通關用途；居家隔離醫學觀察人士需自費接受單樣檢測採樣 |
| 2022年7月30日            | 亞婆井前地核酸檢測站                     | 澳門中旅-捷諾（普瑞莎） | 口咽拭子/鼻咽拭子 | 所有人                                                                               | 每次澳門幣45元                                                                                                 | 每次澳門幣45元                                                                                                 | 每次澳門幣45元                                                                                                 | 提供重點人群核檢和核酸排查，但不提供通關上碼服務                                                               | 可用作前往香港和乘坐飛機的通關用途                                                                             | |
| 2022年7月30日            | 白鴿巢前地核酸檢測站                     | 澳門中旅-捷諾（普瑞莎） | 口咽拭子/鼻咽拭子 | 所有人                                                                               | 每次澳門幣45元                                                                                                 | 每次澳門幣45元                                                                                                 | 每次澳門幣45元                                                                                                 | 提供重點人群核檢和核酸排查，但不提供通關上碼服務                                                               | 可用作前往香港和乘坐飛機的通關用途                                                                             | |
| 2022年7月30日            | 二龍喉公園核酸檢測站                     | 澳門中旅-捷諾（普瑞莎） | 口咽拭子/鼻咽拭子 | 所有人                                                                               | 每次澳門幣45元                                                                                                 | 每次澳門幣45元                                                                                                 | 每次澳門幣45元                                                                                                 | 提供重點人群核檢和核酸排查，但不提供通關上碼服務                                                               | 可用作前往香港和乘坐飛機的通關用途                                                                             | |
| 2022年11月12日起         | 鼻咽拭子                                 | 澳門中旅-捷諾（普瑞莎） | 紅碼人士專道      | 供居家隔離醫學觀察人士進行檢測，不能用作任何通關用途；相關人士需自費接受單樣檢測採樣 | 供居家隔離醫學觀察人士進行檢測，不能用作任何通關用途；相關人士需自費接受單樣檢測採樣                           | 供居家隔離醫學觀察人士進行檢測，不能用作任何通關用途；相關人士需自費接受單樣檢測採樣                           | 供居家隔離醫學觀察人士進行檢測，不能用作任何通關用途；相關人士需自費接受單樣檢測採樣                           | 供居家隔離醫學觀察人士進行檢測，不能用作任何通關用途；相關人士需自費接受單樣檢測採樣                           | 供居家隔離醫學觀察人士進行檢測，不能用作任何通關用途；相關人士需自費接受單樣檢測採樣                           | |
| 2022年8月1日起           | 筷子基北灣休憩區                         | 澳門中旅-捷諾（普瑞莎） | 口咽拭子/鼻咽拭子 | 所有人                                                                               | 每次澳門幣45元                                                                                                 | 每次澳門幣45元                                                                                                 | 每次澳門幣45元                                                                                                 | 提供重點人群核檢和核酸排查，但不提供通關上碼服務                                                               | 可用作前往香港和乘坐飛機的通關用途                                                                             | |
| 2022年8月1日起           | 台山平民新村休憩區核酸檢測站             | 澳門中旅-捷諾（普瑞莎） | 口咽拭子/鼻咽拭子 | 所有人                                                                               | 每次澳門幣45元                                                                                                 | 每次澳門幣45元                                                                                                 | 每次澳門幣45元                                                                                                 | 提供重點人群核檢和核酸排查，但不提供通關上碼服務                                                               | 可用作前往香港和乘坐飛機的通關用途                                                                             | |
| 2022年8月1日至9月上中旬  | 黑沙環三角花園核酸檢測站                 | 澳門中旅-捷諾（普瑞莎） | 口咽拭子/鼻咽拭子 | 所有人                                                                               | 每次澳門幣45元                                                                                                 | 每次澳門幣45元                                                                                                 | 每次澳門幣45元                                                                                                 | 提供重點人群核檢和核酸排查，但不提供通關上碼服務                                                               | 可用作前往香港和乘坐飛機的通關用途                                                                             | |
| 2022年8月1日至12月12日   | 東方明珠街休憩區核酸檢測站               | 澳門中旅-捷諾（普瑞莎） | 口咽拭子/鼻咽拭子 | 所有人                                                                               | 每次澳門幣45元                                                                                                 | 每次澳門幣45元                                                                                                 | 每次澳門幣45元                                                                                                 | 提供重點人群核檢和核酸排查，但不提供通關上碼服務                                                               | 可用作前往香港和乘坐飛機的通關用途                                                                             | |
| 2022年11月12日至12月12日 | 東方明珠街休憩區核酸檢測站               | 澳門中旅-捷諾（普瑞莎） | 鼻咽拭子          | 紅碼人士專道                                                                         | 供居家隔離醫學觀察人士進行檢測，不能用作任何通關用途；相關人士需自費接受單樣檢測採樣                           | 供居家隔離醫學觀察人士進行檢測，不能用作任何通關用途；相關人士需自費接受單樣檢測採樣                           | 供居家隔離醫學觀察人士進行檢測，不能用作任何通關用途；相關人士需自費接受單樣檢測採樣                           | 供居家隔離醫學觀察人士進行檢測，不能用作任何通關用途；相關人士需自費接受單樣檢測採樣                           | 供居家隔離醫學觀察人士進行檢測，不能用作任何通關用途；相關人士需自費接受單樣檢測採樣                           | 供居家隔離醫學觀察人士進行檢測，不能用作任何通關用途；相關人士需自費接受單樣檢測採樣                           |
| 2022年8月3日至12月12日   | 黑沙環公園（近黑沙環衛生中心）核酸檢測站 | 澳門中旅-捷諾（普瑞莎） | 口咽拭子/鼻咽拭子 | 所有人                                                                               | 每次澳門幣45元                                                                                                 | 每次澳門幣45元                                                                                                 | 每次澳門幣45元                                                                                                 | 提供重點人群核檢和核酸排查，但不提供通關上碼服務                                                               | 可用作前往香港和乘坐飛機的通關用途                                                                             | |
| 2022年8月3日起           | 祐漢新村第四街休憩區核酸檢測站           | 澳門中旅-捷諾（普瑞莎） | 口咽拭子/鼻咽拭子 | 所有人                                                                               | 每次澳門幣45元                                                                                                 | 每次澳門幣45元                                                                                                 | 每次澳門幣45元                                                                                                 | 提供重點人群核檢和核酸排查，但不提供通關上碼服務                                                               | 可用作前往香港和乘坐飛機的通關用途                                                                             | |
| 2022年8月3日起           | 花地瑪教會街休憩區核酸檢測站             | 澳門中旅-捷諾（普瑞莎） | 口咽拭子/鼻咽拭子 | 所有人                                                                               | 每次澳門幣45元                                                                                                 | 每次澳門幣45元                                                                                                 | 每次澳門幣45元                                                                                                 | 提供重點人群核檢和核酸排查，但不提供通關上碼服務                                                               | 可用作前往香港和乘坐飛機的通關用途                                                                             | |
| 2022年8月3日起           | 勞動節巷核酸檢測站                       | 澳門中旅-捷諾（普瑞莎） | 口咽拭子/鼻咽拭子 | 所有人                                                                               | 每次澳門幣45元                                                                                                 | 每次澳門幣45元                                                                                                 | 每次澳門幣45元                                                                                                 | 提供重點人群核檢和核酸排查，但不提供通關上碼服務                                                               | 可用作前往香港和乘坐飛機的通關用途                                                                             | |
| 2022年8月3日起           | 何賢公園（中華民族雕塑園）核酸檢測站     | 澳門中旅-捷諾（普瑞莎） | 口咽拭子/鼻咽拭子 | 所有人                                                                               | 每次澳門幣45元                                                                                                 | 每次澳門幣45元                                                                                                 | 每次澳門幣45元                                                                                                 | 提供重點人群核檢和核酸排查，但不提供通關上碼服務                                                               | 可用作前往香港和乘坐飛機的通關用途                                                                             | |
| 2022年11月12日起         | 鼻咽拭子                                 | 澳門中旅-捷諾（普瑞莎） | 紅碼人士專道      | 供居家隔離醫學觀察人士進行檢測，不能用作任何通關用途；相關人士需自費接受單樣檢測採樣 | 供居家隔離醫學觀察人士進行檢測，不能用作任何通關用途；相關人士需自費接受單樣檢測採樣                           | 供居家隔離醫學觀察人士進行檢測，不能用作任何通關用途；相關人士需自費接受單樣檢測採樣                           | 供居家隔離醫學觀察人士進行檢測，不能用作任何通關用途；相關人士需自費接受單樣檢測採樣                           | 供居家隔離醫學觀察人士進行檢測，不能用作任何通關用途；相關人士需自費接受單樣檢測採樣                           | 供居家隔離醫學觀察人士進行檢測，不能用作任何通關用途；相關人士需自費接受單樣檢測採樣                           | |
| 2022年8月3日至12月19日   | 康公廟休憩區核酸檢測站                   | 澳門中旅-捷諾（普瑞莎） | 口咽拭子/鼻咽拭子 | 所有人                                                                               | 每次澳門幣45元                                                                                                 | 每次澳門幣45元                                                                                                 | 每次澳門幣45元                                                                                                 | 提供重點人群核檢和核酸排查，但不提供通關上碼服務                                                               | 可用作前往香港和乘坐飛機的通關用途                                                                             | |
| 2022年11月12日至12月19日 | 康公廟休憩區核酸檢測站                   | 澳門中旅-捷諾（普瑞莎） | 鼻咽拭子          | 紅碼人士專道                                                                         | 供居家隔離醫學觀察人士進行檢測，不能用作任何通關用途；相關人士需自費接受單樣檢測採樣                           | 供居家隔離醫學觀察人士進行檢測，不能用作任何通關用途；相關人士需自費接受單樣檢測採樣                           | 供居家隔離醫學觀察人士進行檢測，不能用作任何通關用途；相關人士需自費接受單樣檢測採樣                           | 供居家隔離醫學觀察人士進行檢測，不能用作任何通關用途；相關人士需自費接受單樣檢測採樣                           | 供居家隔離醫學觀察人士進行檢測，不能用作任何通關用途；相關人士需自費接受單樣檢測採樣                           | 供居家隔離醫學觀察人士進行檢測，不能用作任何通關用途；相關人士需自費接受單樣檢測採樣                           |
| 2022年8月3日起           | 南灣湖白帳篷核酸檢測站                   | 澳門中旅-捷諾（普瑞莎） | 口咽拭子/鼻咽拭子 | 所有人                                                                               | 每次澳門幣45元                                                                                                 | 每次澳門幣45元                                                                                                 | 每次澳門幣45元                                                                                                 | 提供重點人群核檢和核酸排查，但不提供通關上碼服務                                                               | 可用作前往香港和乘坐飛機的通關用途                                                                             | |
| 2022年8月3日起           | 黑沙環公園（近摩托車檢驗中心）核酸檢測站 | 澳門中旅-捷諾（普瑞莎） | 口咽拭子/鼻咽拭子 | 所有人                                                                               | 每次澳門幣45元                                                                                                 | 每次澳門幣45元                                                                                                 | 每次澳門幣45元                                                                                                 | 提供重點人群核檢和核酸排查，但不提供通關上碼服務                                                               | 可用作前往香港和乘坐飛機的通關用途                                                                             | |
| 2022年8月5日至12月12日   | 運動場圓形地核酸檢測站                   | 澳門中旅-捷諾（普瑞莎） | 口咽拭子/鼻咽拭子 | 所有人                                                                               | 每次澳門幣45元                                                                                                 | 每次澳門幣45元                                                                                                 | 每次澳門幣45元                                                                                                 | 提供重點人群核檢和核酸排查，但不提供通關上碼服務                                                               | 可用作前往香港和乘坐飛機的通關用途                                                                             | |
| 2022年10月28日起         | 運動場圓形地核酸檢測站                   | 澳門中旅-捷諾（普瑞莎） | 鼻咽拭子          | 紅碼人士專道                                                                         | 供逾時未檢人士及居家隔離醫學觀察人士進行檢測，不能用作任何通關用途；居家隔離醫學觀察人士需自費接受單樣檢測採樣 | 供逾時未檢人士及居家隔離醫學觀察人士進行檢測，不能用作任何通關用途；居家隔離醫學觀察人士需自費接受單樣檢測採樣 | 供逾時未檢人士及居家隔離醫學觀察人士進行檢測，不能用作任何通關用途；居家隔離醫學觀察人士需自費接受單樣檢測採樣 | 供逾時未檢人士及居家隔離醫學觀察人士進行檢測，不能用作任何通關用途；居家隔離醫學觀察人士需自費接受單樣檢測採樣 | 供逾時未檢人士及居家隔離醫學觀察人士進行檢測，不能用作任何通關用途；居家隔離醫學觀察人士需自費接受單樣檢測採樣 | 供逾時未檢人士及居家隔離醫學觀察人士進行檢測，不能用作任何通關用途；居家隔離醫學觀察人士需自費接受單樣檢測採樣 |
| 2022年8月5日至12月12日   | 三家村核酸檢測站                         | 澳門中旅-捷諾（普瑞莎） | 口咽拭子/鼻咽拭子 | 所有人                                                                               | 每次澳門幣45元                                                                                                 | 每次澳門幣45元                                                                                                 | 每次澳門幣45元                                                                                                 | 提供重點人群核檢和核酸排查，但不提供通關上碼服務                                                               | 可用作前往香港和乘坐飛機的通關用途                                                                             | |
| 2022年11月12日至12月12日 | 三家村核酸檢測站                         | 澳門中旅-捷諾（普瑞莎） | 鼻咽拭子          | 紅碼人士專道                                                                         | 供居家隔離醫學觀察人士進行檢測，不能用作任何通關用途；相關人士需自費接受單樣檢測採樣                           | 供居家隔離醫學觀察人士進行檢測，不能用作任何通關用途；相關人士需自費接受單樣檢測採樣                           | 供居家隔離醫學觀察人士進行檢測，不能用作任何通關用途；相關人士需自費接受單樣檢測採樣                           | 供居家隔離醫學觀察人士進行檢測，不能用作任何通關用途；相關人士需自費接受單樣檢測採樣                           | 供居家隔離醫學觀察人士進行檢測，不能用作任何通關用途；相關人士需自費接受單樣檢測採樣                           | 供居家隔離醫學觀察人士進行檢測，不能用作任何通關用途；相關人士需自費接受單樣檢測採樣                           |
| 2022年8月9日起           | 凱泉灣巴士總站                           | 澳門中旅-捷諾（普瑞莎） | 口咽拭子/鼻咽拭子 | 所有人                                                                               | 每次澳門幣45元                                                                                                 | 每次澳門幣45元                                                                                                 | 每次澳門幣45元                                                                                                 | 提供重點人群核檢和核酸排查，但不提供通關上碼服務                                                               | 可用作前往香港和乘坐飛機的通關用途                                                                             | |
| 2022年11月12日起         | 凱泉灣巴士總站                           | 澳門中旅-捷諾（普瑞莎） | 鼻咽拭子          | 紅碼人士專道                                                                         | 供居家隔離醫學觀察人士進行檢測，不能用作任何通關用途；相關人士需自費接受單樣檢測採樣                           | 供居家隔離醫學觀察人士進行檢測，不能用作任何通關用途；相關人士需自費接受單樣檢測採樣                           | 供居家隔離醫學觀察人士進行檢測，不能用作任何通關用途；相關人士需自費接受單樣檢測採樣                           | 供居家隔離醫學觀察人士進行檢測，不能用作任何通關用途；相關人士需自費接受單樣檢測採樣                           | 供居家隔離醫學觀察人士進行檢測，不能用作任何通關用途；相關人士需自費接受單樣檢測採樣                           | 供居家隔離醫學觀察人士進行檢測，不能用作任何通關用途；相關人士需自費接受單樣檢測採樣                           |
| 2022年8月9日起           | 海洋花園核檢站                           | 澳門中旅-捷諾（普瑞莎） | 口咽拭子/鼻咽拭子 | 所有人                                                                               | 每次澳門幣45元                                                                                                 | 每次澳門幣45元                                                                                                 | 每次澳門幣45元                                                                                                 | 提供重點人群核檢和核酸排查，但不提供通關上碼服務                                                               | 可用作前往香港和乘坐飛機的通關用途                                                                             | |
| 2022年9月中旬至12月19日  | 南灣中巷 (近英皇酒店)                    | 澳門中旅-捷諾（普瑞莎） | 口咽拭子/鼻咽拭子 | 所有人                                                                               | 每次澳門幣45元                                                                                                 | 每次澳門幣45元                                                                                                 | 每次澳門幣45元                                                                                                 | 提供重點人群核檢和核酸排查，但不提供通關上碼服務                                                               | 可用作前往香港和乘坐飛機的通關用途                                                                             | |
| 2022年11月12日至12月19日 | 南灣中巷 (近英皇酒店)                    | 澳門中旅-捷諾（普瑞莎） | 鼻咽拭子          | 紅碼人士專道                                                                         | 供居家隔離醫學觀察人士進行檢測，不能用作任何通關用途；相關人士需自費接受單樣檢測採樣                           | 供居家隔離醫學觀察人士進行檢測，不能用作任何通關用途；相關人士需自費接受單樣檢測採樣                           | 供居家隔離醫學觀察人士進行檢測，不能用作任何通關用途；相關人士需自費接受單樣檢測採樣                           | 供居家隔離醫學觀察人士進行檢測，不能用作任何通關用途；相關人士需自費接受單樣檢測採樣                           | 供居家隔離醫學觀察人士進行檢測，不能用作任何通關用途；相關人士需自費接受單樣檢測採樣                           | 供居家隔離醫學觀察人士進行檢測，不能用作任何通關用途；相關人士需自費接受單樣檢測採樣                           |
| 2022年10月1日至12月19日  | 路環中葡學校                             | 澳門中旅-捷諾（普瑞莎） | 口咽拭子/鼻咽拭子 | 所有人                                                                               | 每次澳門幣45元                                                                                                 | 每次澳門幣45元                                                                                                 | 每次澳門幣45元                                                                                                 | 提供重點人群核檢和核酸排查，但不提供通關上碼服務                                                               | 可用作前往香港和乘坐飛機的通關用途                                                                             | |
| 2022年10月30日           | 祐漢新村第八街休憩區                     | 澳門中旅-捷諾（普瑞莎） | 口咽拭子/鼻咽拭子 | 所有人                                                                               | 每次澳門幣45元                                                                                                 | 每次澳門幣45元                                                                                                 | 每次澳門幣45元                                                                                                 | 提供重點人群核檢和核酸排查，但不提供通關上碼服務                                                               | 可用作前往香港和乘坐飛機的通關用途                                                                             | |
| 2022年11月12日起         | 祐漢新村第八街休憩區                     | 澳門中旅-捷諾（普瑞莎） | 鼻咽拭子          | 紅碼人士專道                                                                         | 供居家隔離醫學觀察人士進行檢測，不能用作任何通關用途；相關人士需自費接受單樣檢測採樣                           | 供居家隔離醫學觀察人士進行檢測，不能用作任何通關用途；相關人士需自費接受單樣檢測採樣                           | 供居家隔離醫學觀察人士進行檢測，不能用作任何通關用途；相關人士需自費接受單樣檢測採樣                           | 供居家隔離醫學觀察人士進行檢測，不能用作任何通關用途；相關人士需自費接受單樣檢測採樣                           | 供居家隔離醫學觀察人士進行檢測，不能用作任何通關用途；相關人士需自費接受單樣檢測採樣                           | 供居家隔離醫學觀察人士進行檢測，不能用作任何通關用途；相關人士需自費接受單樣檢測採樣                           |
| 2022年11月24日起         | 漁人碼頭核酸檢測站                       | 澳門中旅-捷諾（普瑞莎） | 口咽拭子/鼻咽拭子 | 所有人                                                                               | 每次澳門幣45元                                                                                                 | 每次澳門幣45元                                                                                                 | 每次澳門幣45元                                                                                                 | 提供重點人群核檢和核酸排查，但不提供通關上碼服務                                                               | 暫不可用作前往香港和乘坐飛機的通關用途                                                                         | |

### 背景及發展
應變協調中心於2020年5月6日記者會上表示，澳門將實施《新冠肺炎常規核酸檢測計劃》，目標是為：
- 鞏固本澳新型冠狀病毒肺炎疫情的防控成效，降低病毒在社區內傳播的風險；
- 配合內地及鄰近地區的出入境檢疫政策，保障雙方出入境人員安全流動；
- 加快恢復社會經濟活動，推進復工復學安排。

2020年5月7日起，對跨境出入澳門上班和上學的澳門居民，實施常規核酸檢測計劃，預計人數約15,000人，每7日重複進行一次。
2020年5月14日凌晨零時起，持有商務、探親、公務通行證，或持內地護照入境人士，亦可經應變協調中心網上預約系統預約做核酸檢測。
2020年5月25日起，65歲或以上長者、18歲或以下人士、持殘疾證人士，以及持特殊病患護理證人士，可選擇到氹仔客運碼頭或仁伯爵綜合醫院病毒核酸檢測站（地址：舊兒童綜合評估中心）接受採樣檢測。
2020年7月14日，應變協調中心表示，雖然現時本澳病毒核酸檢測能力可以做到每天1.6萬個，但因有序推進通關措施，為了避免市民因不熟識轉碼手續而造成各口岸有大量人群聚集，因此，目前仍維持每日5,000個名額。
2020年7月20日起，常規核酸檢測計劃的核酸檢測的名額，由每天的5000個增加至7500個。
2020年7月21日起，設立澳門綜藝館病毒核酸檢測站，供檢驗日期為7月21日後的65歲或以上長者、18歲或以下人士、持殘疾證人士，以及持特殊病患護理證人士接受採樣檢測。
2020年8月4日起，不再發出紙質採樣證明，有需要的人士可提出申請領取紙質的報告。
2020年8月7日，應變協調中心表示，目前正使用兩種病毒核酸檢測方法，包括混合樣本檢測和單獨樣本檢測。對於應檢人群和跨境需要的核酸檢測，目前採用混合樣本檢測，混合比例為1:5到1:10。對於確診患者、疑似患者、密切接觸者、有症狀人士的核酸檢測，由於屬於高風險人群，故必須採取單獨樣本檢測。更表示，每天最大檢測能力已由原來1.6萬增加至2.3萬
2020年8月10日下午起，18歲以下人士核酸檢測統一採用鼻咽拭子採樣。考慮到18歲以下人士採樣配合度相對較差，出現採樣棒可能截斷的情況，導致嚴重呼吸道或消化道併發症，相關人士即時起會採用鼻咽拭子採樣，將安排至綜藝館檢測。
2020年8月12日起，核酸檢測費用由180澳門元下調至120澳門元。
2020年8月24日起，鏡湖醫院提供核酸檢測服務，採用鼻咽拭子採樣，名額每天1000個，費用為120澳門元，澳門居民沒有首次免費。位置設於原鏡湖護理學院（校本部）旁的鏡湖醫院總務大樓綜合禮堂。
2020年9月1日起，綜藝館病毒核酸檢測站交由國檢（澳門）衛生檢測有限公司運作，採樣方式不變。
2020年9月21日起，科大醫院提供病毒核酸檢測服務，將以鼻咽拭子方式採樣，今日起開放預約，每日提供500個檢測名額，費用為每次120澳門元，採樣時間為每天上午九時至下午六時。
2020年9月30日上午起，6間博企增設8個核酸檢測點，專為非本地居民提供核酸檢測。有關申請機構的採樣和檢測場所均符合衛生局對病毒核酸檢測的技術和安全規格標準，經審核後批准開展服務。至於具體的檢測地點、數量和對象等，由國檢提供服務，並只有口腔檢測，費用為120澳門元。六大博企中，美高梅中國在澳門和路氹城的項目均設有檢測點，金沙中國的澳門金沙和威尼斯人亦有檢測點；而澳博的新葡京、銀河娛樂的百老匯、永利澳門的永利皇宮和新濠的新濠影滙亦各有一個檢測點。永利欲將澳門永利亦一併申請，但未獲批准。
2020年10月2日起，5個核檢地點（不計算博企核酸檢測點）每日市民檢測量約為7,000個，每日最大檢測能力為2.9萬個 。
2020年11月5日起，核酸檢測費用由120澳門元下調至100澳門元。
2021年1月13日起，澳門國際機場客運大樓三樓將設有核酸檢測採樣點，並由國檢(澳門)衛生檢測有限公司提供服務。採樣檢測服務僅提供給持有效機票的航空旅客、澳門國際機場相關單位員工及已於澳門衛生局登記的各口岸前線員工預約使用。檢測為費用每次100澳門元，首次核酸檢測免費優惠不適用於澳門國際機場核酸檢測採樣點。除口岸前線員工需以鼻咽拭子方式採樣外，其他指定自費檢測者均可選擇口咽或鼻咽拭子採樣。
2021年3月1日起，關閘工人球場被新增為核酸檢測站，在衛生局核酸檢測預約系統中選取南粵工聯選項，而相關核酸檢測費用跟其他檢測站相同為100澳門元。
2021年3月8日起，核酸檢測費用由價格100澳門元下調至90澳門元。
2021年6月9日起，由於往返廣東的核酸有效期調整為48小時內，教育及青年發展局與衛生局及相關部門於黑沙環青年活動中心（黑沙環海邊馬路建華大廈廣場）增設為臨時核酸檢測站，專為跨境學生提供免費核酸檢測。
2021年6月11日起，核酸檢測費用由價格90澳門元下調至80澳門元。
2021年6月16日起，為方便經橫琴口岸過關的市民，設立位於橫琴口岸的核酸檢測站，每次收費70元，服務時間為每天下午2時至晩上9時，每天提供500個名額。
2021年7月下旬起，因應南京祿口國際機場聚集性疫情感染擴大到多個省市，部分已入境人士曾經去過中、高風險地區，衛生局推出免費核酸檢測服務。此檢測只作排查用途，檢測結果不會上載至澳門健康碼，亦不可作為出入境用途。
2021年9月28日，應變協調中心宣佈10月1日起常規核酸檢測計劃價格由80澳門元降至70澳門元。
2021年10月3日，因應珠海市公佈最新通關安排，應變協調中心增加塔石體育館和澳門文化中心臨時核酸檢測採樣點，運作時間僅10月3日下午4時起營運至凌晨12時。 後期再增加10月4日運作，時間為上午9時至中午12時。
2021年10月16日起，為方便經青茂口岸過關的市民，設立位於青茂口岸的核酸檢測站，每次收費70元，服務時間為每天下午2時至晩上9時。
2021年10月18日，因應珠海市公佈最新通關安排，應變協調中心增加澳門工人體育場一樓、塔石體育館和澳門文化中心臨時核酸檢測採樣點，運作時間為當天中午12時至午夜12時。
2022年8月3日，應變協調中心宣佈8月4日起常規核酸檢測計劃價格由55澳門元降至50澳門元。
2022年9月1日，常規核酸檢測計劃價格由50澳門元下調至45澳門元。
2022年10月28日起，因應有部分重點區域人士未按時參加核酸檢測，其澳門健康碼被轉為紅碼。為便利此類人士進行核酸檢測，將在祐漢街市公園、前澳門逸園賽狗場及氹仔運動場圓形地核檢站設紅碼專道。
2022年12月13日起，由原本8個核酸檢測站改為7間核酸檢測站停止運作，將改作“社區門診”。
2022年12月19日起，再多4間核酸檢測站停止運作，改用作“社區門診”。
2023年1月8日，全面取消混管檢測，由私營檢測機構提供的核檢站點維持提供服務並改為只提供單管檢測，核酸檢測站數目減至11個。

### 澳門常規核酸檢測費用
| 實施日期                    | 費用 / 每次 | 備註                                         |
| --------------------------- | ----------- | -------------------------------------------- |
| 2020年5月7日至8月11日       | 180澳門元   |                                              |
| 2020年8月12日至11月4日      | 120澳門元   |                                              |
| 2020年11月5日至2021年3月7日 | 100澳門元   |                                              |
| 2021年3月8日至6月10日       | 90澳門元    |                                              |
| 2021年6月11日至9月30日      | 80澳門元    | 南粵橫琴口岸核檢站除外，收費為70澳門元       |
| 2021年10月1日至2022年8月2日 | 70澳門元    | 南粵橫琴口岸核檢站同時起核檢費用跟隨政府標準 |
| 2022年8月3日至2022年8月31日 | 50澳門元    | 2022年8月3日和4日臨時豁免收費                |
| 2022年9月1日起              | 45澳門元    |                                              |

### 協助核酸檢測
- 2020年5月1日，政府宣佈協助居民做核酸檢測主要有2個情況，分別在廣東省的珠海和中山居住人士返回本澳上學，他們將在內地定點醫院做核酸檢測，以便能夠回澳。另一個情況是正在澳門居住需要到珠海、中山上課的學生，相關人士可以到山頂醫院做核酸檢測，以便能夠獲得健康證明前往內地。珠海中山上課學生核酸檢測。[63]

- 2021年6月8日，因往返廣東和澳門核酸檢測改為48小時有效，為方便跨境學生需要，教育及青年發展局宣佈位於澳門半島北區的黑沙環青年活動中心增設跨境學童核酸檢測點，開放時間為星期一至五上午11時至晚上8時。[64] 2021年6月16日，開放小學、幼兒和特教的跨境學生的其中一名陪同人員自費進行核酸檢測。[65] 隨著粵澳恢復持有出入境核酸檢測證明由48小時改為7天，加上大部分學校將於本年7月下旬起陸續結束學年教學活動，由2021年7月17日起，黑沙環青年活動中心臨時核酸檢測站正式停運。[66]

- 2022年1月17日，因往返廣東和澳門核酸檢測改為24小時有效，為方便跨境學生需要，教育及青年發展局宣佈位於澳門半島北區的黑沙環青年活動中心增設跨境學童核酸檢測點，開放時間為星期一至五下午3時至晚上7時。[67] 1月21日，考慮到大部分學校提前放春節假期，且實際使用量較少，教青局宣佈宣佈位於澳門半島北區的黑沙環青年活動中心增設跨境學童核酸檢測點於1月22日起停止運作，1月24日起該中心重新對外開放。[68]

- 2022年12月13日，教育及青年發展局宣佈，因應珠海市近期部分核檢站運作出現變化，為便利跨境學生通關上學，經教青局和衛生局協調，在珠海市六間指定醫院為跨境學生提供免費核酸檢測的基礎上，於澳門增加採樣機構的核酸檢測站，以協助非高等教育跨境學生進行免費檢測。跨境學生於“病毒核酸檢測預約系統”（自費）預約指定採樣機構的核檢站而毋需付費，並可上碼以助其通關上學。上述詳細安排已透過學校通知跨境學生及其家長[69]。

### 樣本檢驗收集室
- 在2020年2月25日之前，所有樣本檢驗均送往山頂醫院大堂進行收集檢驗。
- 由2020年2月25日起，樣本檢驗收集室由山頂醫院大堂遷移至山頂醫院兒童評估中心舊址。[70]

### 第三方機構合作檢測
- 2020年5月1日宣佈，特區政府將與第三方機構中國檢驗認證集團澳門有限公司屬下的國檢(澳門)衛生檢測有限公司合作，擴大檢測能力，羅奕龍表示，連同特區政府不斷在儀器設備、人員培訓和購買試劑等方面投入，初步估計本澳檢測能力可由疫情初期日檢測量約 500至 600人次，增至每日可檢測 6,000人次。[71]

### 免費病毒檢測排查新增提供查詢檢測結果
2022年1月16日，新型冠狀病毒感染應變協調中心發出新聞稿，因應防疫要求如須進行免費病毒檢測只作為排查用途，相關結果不會上載至澳門健康碼，並不可用作出入境用途。檢測者可通過應變協調中心所設的「核酸檢測排查預約系統」選取「取消預約及查詢結果」欄目就可以知道相關檢測資料和結果。

### 紅碼居家隔離人士核檢安排
自2022年11月12日起，從中國大陸以外地區入境澳門人士的醫學觀察期調整為“5+3”，即5天集中隔離醫學觀察及3天居家隔離醫學觀察，入境人士在離開醫學觀察酒店翌日起計第1、2、3天須到就近的核酸站接受核酸檢測。自11月12日起，除原來2個核酸檢測站設有“紅碼專道”，會再增加12個核檢站，即共14個核檢站設有“紅碼專道”。有需要人士可自行選擇室外或室內的核酸檢測站。相關入境人士在居家隔離期期間需要預約，必須進行單管採樣，有關檢測屬用者自費項目，按檢測機構收費支付費用，有需要人士可向各檢測機構查詢，按個人需求作出選擇；前往“紅碼專道”進行核酸檢測人士，出門前須進行快速抗原檢測，並將檢測結果上載至申報平台；若快速抗原檢測結果為陰性，進入核檢站時，須出示載有快速抗原檢測結果為陰性的澳門健康碼或檢測結果陰性的照片，否則不能入站；若快速抗原檢測結果為陽性，本人及同住人應留在家中，儘快召喚救護車並安排運送至檢疫地點。

## 全民核酸檢測計劃 (2021年)

### 首輪全民核酸檢測計劃
新型冠狀病毒感染應變協調中心公佈，因應澳門於2021年8月3日出現4宗確診個案，應變協調中心除迅速啟動分區分級精準防控措施外，還將於8月4日上午9時開始啟動全民核酸檢測計劃，在全澳門共設有41個核酸站，24小時運作，預計3天內完成全澳市民的檢測。8月5日，新型冠狀病毒感染應變協調中心宣佈，望廈體育中心大型社區疫苗接種站改用作全民核酸檢測站點，因此全民核酸檢測站點調升為42個。
全民核酸檢測的對象是澳門居民和所有8月3日在澳門逗留的人士。為方便、順利和有序完成全民核酸檢測，應變協調中心制訂了全民核酸檢測電子系統和流程。全體市民必須預約進行核酸檢測，不接受現場進行登記，同時自8月4日起，全澳門市民的健康碼將以藍色標示，完成核酸檢測後健康碼將回復綠碼，如果市民未能在限期內（即8月4日上午9時至8月7日上午9時）接受核酸檢測，健康碼將轉為黃碼。

#### 首輪檢測成效
- 首24小時（8月4日 09:00 至 8月5日 09:00）採樣人數為283,000，所有採樣結果為陰性。
- 第二個24小時（8月5日 09:00 至 8月6日 09:00）採樣人數為254,000，所有採樣結果為陰性。
- 第三個24小時（8月6日 09:00 至 8月7日 09:00）採樣人數為78,000，所有採樣結果為陰性。
- 另加自8月3日後自行前往核酸檢測的101,786人，所有採樣結果為陰性。

### 第二輪全民核酸檢測計劃
新型冠狀病毒感染應變協調中心公佈，因應澳門於2021年9月24日至25出現2宗輸入相關的確診個案，應變協調中心除迅速開展分區分級精準防控措施外，社會文化司司長歐陽瑜於9月25日上午舉行的政府跨部門記者會宣佈將於9月25日下午3時開展為期72小時的全民核酸檢測計劃，全澳核檢站點增至52個，分為三種類型檢測站（一般檢測站、關愛檢測站、自費檢測站），所有站點24小時運作。 如在澳人士未在限期內進行檢測，其健康碼會在9月28日下午3時後轉為黃色，期間不能進入公共場所、不能乘坐公共交通工具和不能離境。 當局會勸喻有關人士進行檢測，如有關人士依然不接受檢測，當局會請求警方介入，最終如果有關人士依然不從，將要接受14天醫學觀察。

#### 第二輪檢測成效
截至2021年9月27日上午9時，採樣人數共482,229人，313,651人檢測結果呈陰性。此外，自9月24日下午3:00至9月25日下午3:00有44,536人自行前往進行核酸檢測且不在全民核酸檢測計劃內，檢測結果均為陰性。
截至2021年9月27日下午3時，採樣人數共562,896人，404,912人檢測結果均為呈陰性。此外，自9月24日下午3:00至9月25日下午3:00有44,536人自行前往進行核酸檢測且不在全民核酸檢測計劃內，檢測結果均為陰性。
2021年9月28日，應變協調中心於午夜公佈第二輪全民核檢基本完成。從9月25日下午3:00開始至9月27日晚上9:00，採樣650,888人，472,687人已有檢測結果，均呈陰性；此外，自9月24日下午3:00至9月25日下午3:00有44,536人自行前往進行核酸檢測且不在全民核酸檢測計劃內，檢測結果均為陰性。兩者累計採樣695,424人，累計檢測517,223人，結果均呈陰性。
截至2021年9月28日上午11時，應變協調中心對全民核檢檢測結果作修正，發現某第三方檢測單位誤把全民核酸檢測採樣數據當作自費採樣數據上傳，導致系統重複計算約70,000個樣本。經修訂後，第二次全民核酸檢測於9月25日下午三時開始至9月28日上午十一時，累計採樣為637,267人，623,512人已有檢測結果，均為陰性，是次全民核酸檢測基本完成。此外，自9月24日下午三時至9月25日下午三時有44,536人自行前往進行核酸檢測且不在全民核酸檢測計劃內，檢測結果均為陰性。上述兩者累計採樣逾681,803人，累計668,048人已有檢測結果，均為陰性。
截至2021年9月28日下午3時，累計採樣645,230人，628,772人已出結果，連同全民核檢計劃開始前24小時自行核檢44,536人，即累計採樣689,766人，已出結果有673,308人，結果均為陰性。
2021年9月28日晚上，新型冠狀病毒感染應變協調中心公佈，第二次全民核酸檢測累計採樣645,230人，另加自9月24日下午三時至9月25日下午三時自行前往核酸檢測的44,536人，合共689,766人完成核酸檢測，所有樣本的檢測結果已完成，均為陰性。

### 第三輪全民核酸檢測計劃
2021年10月4日下午3時，新型冠狀病毒感染應變協調中心宣佈因澳門出現一宗未有源頭和流入社區的確診感染個案，當局公佈於10月4日晚上9時至10月7日晚上9時展開第三次全民核酸檢測計劃，所有站點為24小時開放，檢測站減至41個，一般檢測站和關愛檢測站的站點數量維持不變，自費檢測站減至3個。 10月5日中午，應變恊調中心宣佈因應綜藝館自費檢測人數較少，對此開放全民核檢通道供所有人士作檢測。 10月6日下午，隨著第三次全民核檢工作基本完成，當局公佈10月6日晚上9時後僅餘六個核酸檢測站維持開放，包括工人體育場、澳門文化中心、沙梨頭活動中心、望廈體育中心、綜藝館和氹仔奧林匹克體育中心，三個自費核酸檢測站維持繼續開放。 10月7日上午11時，應變恊調中心宣佈所有全民核檢站即時起停止接受預約直接進場接受採樣，並提醒如在當天晚上9時後仍未接受採樣的在澳人士，其健康碼將被轉為黃色，並將由警察送至指定地點接受檢測，在原地等候直至檢測結果陰性才能離開，拒絕檢測者須接受14日指定地點醫學觀察。
- - A類：關愛核酸檢測站

1. 街坊會聯合總會社區服務大樓 

2. 慈幼中學 

3. 望廈體育中心三樓 

4. 塔石體育館B館 

5. 澳門坊眾學校 

6. 奧林匹克體育中心運動場乒乓球室 

7. 石排灣公立學校
- - B類：一般核酸檢測站

1. 聖若瑟教區中學校本部 

2. 青洲坊活動中心 

3. 鄭觀應公立學校 

4. 工人體育場 

5. 鏡平學校 (中學部) 

6. 中葡職業技術學校體育館 

7. 健康生活教育園地 

8. 鮑思高粵華小學 

9. 望廈體育中心一樓 

10. 廣大中學 

11. 勞校中學附屬幼稚園 

12. 婦聯綜合服務大樓 

13. 鏡湖醫院禮堂 

14. 沙梨頭活動中心 

15. 澳門培正中學 

16. 塔石體育館A館 

17. 澳門理工大學體育館 

18. 澳門文化中心 

19. 利瑪竇中學 

20. 聖若瑟教區中學第二校 

21. 海星中學 

22. 奧林匹克體育中心 

23. 嘉模會堂 

24. 氹仔客運碼頭 

25. 教青局親職教育中心 (湖畔) 

26. 澳門保安部隊高等學校 

27. 街總石排灣家庭及社區綜合服務中心 

28. 澳門大學 

29. 威尼斯人展覽館A、B、C館 

30. 澳門東亞運動會體育館A館 

31. 科大體育館
- - C類：自費核酸檢測站

1. 綜藝館

2. 國檢 (澳門) 醫務中心 

3. 南粵橫琴口岸

#### 第三輪檢測成效
截至10月5日上午9時，已採樣144,565人，其中77,317人已有檢測結果，均呈陰性。
截至10月5日下午3時，已採樣244,747人，其中121,436人已有檢測結果，均呈陰性。
10月5日下午5時，應變恊調中心在新聞發佈會上公佈在全民檢測中發現一宗復陽個案，該人士在10月4日晚上在街總石排灣家庭及社區綜合服務中心其中一個十混一的樣本中發現。當局已聯絡10位人士，其中一名人士於外地感染患病後在澳留醫，康復出院後呈極弱陽性，其CT值僅40.5，傳染風險非常低，不會對社區造成風險。
截至10月5日晚上9時，已採樣358,488人，其中202,861人已有檢測結果，均呈陰性。
截至10月6日上午9時，已採樣500,802人，其中404,898人已有檢測結果，均呈陰性。
截至10月6日下午3時，已採樣577,508人，其中453,221人已有檢測結果，均呈陰性。
10月6日下午5時，應變恊調中心通報兩個十混一的核檢樣本呈可疑陽性，當局隨即將二十位人士接受單樣核檢，結果均為陰性。當局已將相關人士健康碼轉為黃色，並要求接受自我健康管理和核檢，確認相關人士沒有感染。其中一人曾確診，可能在某段時間出現復陽，重申相關病毒非活性病毒，沒有傳染性，對社區沒有危險。
截至10月6日晚上9時，已採樣673,881人，其540,813人已有檢測結果，均呈陰性，應變恊調中心宣佈是次全民核酸檢測基本完成。
截至10月7日上午9時，已採樣681,579人，679,262人已有檢測結果，其中10月7日凌晨零時前已採樣人士已出結果，均呈陰性。
10月7日中午，應變恊調中心宣佈由10月4日晚上9時至7日上午9時共採樣681,579人已有檢測結果，均呈陰性，是次全民核酸檢測已完成。

## 全民核酸檢測計劃（2022年）

### 2022年11月1日至2日
2022年10月31日，一名居住珠海的58歲男性澳門居民核檢陽性，該個案源頭不明，衛生局局長羅奕龍在疫情記者會上宣佈於11月1日開展全民核檢，由早上七時開始，爭取凌晨完成，中小幼不停課、托兒所不停托。在10月31日已進行核檢人士毋須在11月1日參與全民核檢。羅奕龍呼籲參與全民核檢的市民須佩帶KN95口罩及出門前進行快速抗原測試。參與全民核檢的市民必須預約，並按時到場。教青局局長龔志明表示，局方與氣象局有密切溝通，適時調整全民核檢的安排，如三號風球，會視乎雨勢決定繼續進行或暫緩。明天全民核檢站點會新增體育館、文化設施及大型綜合站等，並非全部戶外站點。局方對於天氣變壞或八號風球都已有預案，如會與衛生部門研判並延遲全民核檢，適合時間再開展。
應變協調中心表示，該輪全民核酸檢測由11月1日上午7時啟動，到11月2日上午11時結束。而全民核檢各站點及關愛站將於明日上午7時開放。所有核檢站嚴格執行預約制，未預約人士，請不要前往核檢站，避免人群聚集；至於10月31日已完成採樣人士，不論在何地或是否付費，均計算在本次的全民核檢中，不用重複核檢；但黃碼人士、重點區域人士注意，須按衛生部門的所要求的核檢次數進行核檢。應變協調中心同時呼籲僱主允許工作人員可於工作時間前往核檢站採樣。
在11月1日全民核檢開展期間，受颱風尼格影響，地球物理暨氣象局發出三號風球 ，按規定，小、幼及特殊教育全日停課，中學教育照常上課，教育及青年發展局於當天上午已與各學校溝通，有序地組織中學生於上課期間，到學校附近的核檢站完成採樣。應變協調中心再次呼籲所有人士應視乎天氣情況儘量於當天內預約及完成全民核檢，又指預約額充足，亦呼籲僱主允許工作人員可於工作時間前往核檢站採樣。
11月1日下午3時許，應變協調中心宣佈由於天氣原因，三家村戶外核檢站暫停運作，呼籲已預約此站點的人士，可移步到鄰近的教青局親職教育中心（湖畔）或其他站點進行核檢，毋須重新預約。晚上10時30分，應變協調中心公佈該輪全民核檢結果，同時宣佈因應氣象局預料11月2日改發八號風球的機會為中等至較高，所有戶外核酸檢測站暫停運作，但保留大部分室內核酸檢測站。
對象
- 澳門居民及所有在澳逗留人士；所有人士均不獲豁免。
- 10月31日已完成採樣人士，不論在何地或是否付費，均計算在本次的全民核檢中，不用重複核檢；
- 然而澳門健康碼為黃碼人士、重點區域人士，須按衛生部門要求的核檢次數進行核檢；
- 澳門健康碼為紅碼人士需到指定地點接受採樣，倘出現發熱或其他症狀，需由救護車送往醫院就診。
- 接種疫苗24小時後才能進行核酸檢測。

核檢預約
- 所有核檢站嚴格執行預約制，未預約人士，請不要前往核檢站，避免人群聚集

進入核檢站佩戴KN95口罩
早前於“6.18”疫情期間已向全澳居民派發足夠的KN95口罩，居民前往核檢時應注意做好個人防護，全程佩戴KN95口罩。
核檢站安排
- 分為關愛站、一般站（必須預約）、自費站（必須預約）。一般站、戶外核檢站均設優先通道，而關愛站及優先通道將開放予對象為6歲或以下兒童、70歲或以上長者、產孕婦、持殘疾證或行動不便人士使用，如有需要可由一名人員陪同。
- 開放時間：11月1日上午7時至11月2日凌晨1時；11月2日上午7時至11時

其他要求
- 不設豁免檢測期，11月2日上午11時後仍未接受採樣的在澳人士，健康碼會被轉為黃碼。根據相關規定，黃碼人士可能被拒絕進入公共場所、不能乘搭公共交通工具和不能離境。
- 11月3日下午3時前仍未完成本次全民核酸檢測人士，澳門健康碼會被轉為紅色，並由警察送至指定地點接受檢測，在原地等候直至核酸檢測結果陰性才能離開，拒絕檢測者須接受指定地點醫學觀察。
- 已接受全民核酸檢測計劃人士，而澳門健康碼被轉為黃色，可到平台申請解除黃碼。
- 居民前往全民核酸檢測站前，要先完成自我快速抗原檢測。若檢測結果為陰性，進入核檢站時，須出示載有自我快速抗原檢測結果為陰性的澳門健康碼或檢測結果陰性的照片，否則不能入站。檢測結果若陽性，除在澳門健康碼作出申報外，不論是否有發熱、呼吸道症狀等不適，應儘快召喚救護車（電話：119、120或2857 2222），本人及同住人必須留在家中耐心等候當局安排的救護車運送至檢疫地點。
- 配合全民核檢，呼籲僱主允許工作人員可於工作時間內前往核檢站採樣。

#### 2022年11月1日至2日檢測成效
| 截至日期          | 時間    | 已採樣人數  | 陰性檢測結果人數 | 10混1樣本初步陽性累計數目 | 已上載抗原檢測結果 | 相關資料 |
| ----------------- | ------- | ----------- | ---------------- | ------------------------- | ------------------ | -------- |
| 11月1日           | 晚上9時 | 667,424人次 | 403,110人次      | /                         | /                  | [ 108 ]  |
| 10月31日至11月1日 | 全天    | 708,478人次 | 708,478人次      | /                         | 648,555人次        | [ 109 ]  |
| 總結果            | 總結果  | 725,000人次 | 725,000人次      | /                         | /                  | [ 110 ]  |

### 2022年11月4日至5日
2022年11月4日至5日，進行第二輪全民核酸檢測，不足一歲的嬰幼兒，即2021年11月4日或之後出生的可以豁免。每人可獲發5個抗原檢測包。檢測時間為11月4日上午7時至晚上12時；11月5日上午7時至晚上6時，預計於28小時內完成。市民於11月2至4日完成一連三天快測，若市民於11月5日才參與全民核檢，做核檢當天不需再做快測。
2022年11月3日，應變協調中心公佈相關安排：
開放時間
- 11月4日（星期五）上午7時至晚上12時；
- 11月5日（星期六）上午7時至傍晚6時。

對象
- 澳門居民、所有在澳門逗留的人士；
- 不足1歲（即2021年11月4日或之後出生）的嬰幼兒可獲豁免。

其他注意事項
- 若於11月4、5日在中國大陸完成核酸檢測並已有檢查結果的人士，須透過“粵康碼”轉“澳康碼”，及自行確認已成功把內地核檢結果帶到“澳康碼”內，方可作為本次全民核檢結果。
- 若11月3日已參與其他類別的核酸檢測，仍須於11月4日或5日參與本次全民核酸檢測。
- 本次全民核酸檢測不設豁免檢測期，11月5日傍晚六時後仍未接受採樣的在澳人士，健康碼會被轉為黃碼。根據相關規定，黃碼的居民可能被拒絕進入公共場所、不能乘搭公共交通工具和不能離境，並由警察送至指定地點接受檢測，在原地等候直至核酸檢測結果陰性才能離開，拒絕檢測者須接受14日指定地點醫學觀察。
- 進行全民核檢時，每名居民（包括不足一歲的嬰幼兒）可獲發五個快速抗原檢測套裝，請居民自備購物袋領取相關防疫物資，並請留意領取安排，不設補領。
- 獲豁免的嬰幼兒可由其父母或監護人在核檢站出示嬰幼兒的澳門健康碼或身份證明文件登記，代為領取相關防疫物資。
- 已按要求於11月2日、3日、4日參與全澳快速抗原檢測，而選擇在11月5日才參與本次全民核檢的人士，則當天無需再進行快速抗原檢測。

核檢站安排
- 新一輪檢測特別於石排灣增設“石排灣職業技術教育活動中心（石排灣公立學校旁）（關愛站）”、“流動核酸採樣車-蝴蝶谷大馬路總站”；另於凱泉灣增設“凱泉灣巴士總站（關愛站）”。

- - A類：關愛核酸檢測站

1. 街坊會聯合總會社區服務大樓 a 

3. 望廈體育中心三樓 a 

4. 塔石體育館B館 a 

6. 奧林匹克體育中心運動場乒乓球室 a 

8. 阿婆井休憩區核酸檢測站 & 

9. 黑沙環青年活動中心 

10. 石排灣職業技術教育活動中心（石排灣公立學校旁）
 b01
11. 凱泉灣總站（關愛站）b01
- - B類：一般核酸檢測站

4. 工人體育場一樓 a 

6. 中葡職業技術學校體育館 

9. 望廈體育中心一樓 

12. 婦女聯合總會綜合服務大樓 a 

13. 沙梨頭活動中心 a 

15. 塔石體育館A館 a 

16. 澳門理工大學懷遠樓展覽廳 a 

17. 澳門文化中心 a 

21. 奧林匹克體育中心室內體育館 a 

22. 嘉模會堂 a 

23. 氹仔客運碼頭 

24. 教青局親職教育中心 (湖畔) a 

25. 澳門保安部隊高等學校 a
27. 澳門大學 

28. 澳門威尼斯人展覽館D館 a 

29. 鏡湖醫院禮堂 

30. 南粵青茂口岸 

31. 科大體育館 

32. 綜藝館

39. 澳門美高梅大宴會廳 b02 

40. 海事工房1號及2號 a 

43. 凱泉灣巴士總站 

44. 路環中葡學校 & 

50. 南粵廣慈醫療中心 

62. 祐漢街市公園核酸檢測站 & 

63. 祐漢街市公園（紅碼專道）& 

65. 白鴿巢公園核酸檢測站 & 

66. 二龍喉公園核酸檢測站 & 

67. 筷子基北灣休憩區核酸檢測站 & 

68. 台山平民新村休憩區核酸檢測站 & 

70. 東方明珠街休憩區 & 

71. 望廈山房 a 

72. 舊法院大樓 a 

73. 澳門醫務界聯合總會綜合診所 （南岸花園）

74. 信步閑庭巴士總站 

75. 黑沙環公園（近黑沙環衛生中心） & 

76. 祐漢新村第四街休憩區 & 

77. 花地瑪教會街休憩區 & 

78. 勞動節巷核酸檢測站 & 

79. 何賢公園（中華民族雕塑園）核酸檢測站 & 

80. 康公廟休憩區核酸檢測站 & 

81. 南灣湖白帳篷核酸檢測站 & 

82. 黑沙環公園（近摩托車檢驗中心）核酸檢測站 & 

83. 塔石藝文館核酸檢測站 a 

85. 石排灣臨時衛生站 

87. 醫總青洲坊 

88. 柯邦迪前地公民教育資料廊

89. 運動場圓形地核酸檢測站 & 

90. 三家村核酸檢測站 & 

91. 前澳門逸園賽狗場 

92. 布拉干薩街濠景花園站（前財政局氹仔接待中心）

96. 南粵工聯（工人體育場地面層）
97. 海洋花園核檢站 & 

98. 南粵沙梨頭核酸檢測站 

99. 南灣中巷（近近英皇酒店）& 

100. 南粵橫琴口岸 a 

101. 前澳門逸園賽狗場（紅碼專道）

102. 運動場圓形地核酸檢測站（紅碼專道）& 

103. 祐漢新村第八街休憩區 & 

104. 駿菁活動中心 a 

105. 蝴蝶谷大馬路總站（流動核酸採樣車） b01 

  1. （& - 戶外核酸檢測站：如發出三號或以上風球將暫停開放，11月1日除外，11月2日上午不開放）
  2. （a - 11月2日上午不開放）
  3. （b01 - 新增核酸檢測站）
  4. （b02 - 只開放11月4日）
- - C類：自費核酸檢測站

3. 金沙娛樂場 

4. 澳門新葡京酒店 

5. 澳門美高梅 

6. 永利澳門 

7. 星際酒店 

8. 澳門國際機場 

9. 威尼斯人大運河街 

10. 永利皇宮 

11. 美獅美高梅 

12. 新濠影滙 

13. 百老匯酒店 

14. 上葡京 

16. 離島醫院地盤

#### 2022年11月4日至5日檢測成效
| 截至日期 | 時間    | 已採樣人數  | 陰性檢測結果人數 | 10混1樣本初步陽性累計數目 | 已上載抗原檢測結果 | 相關資料 |
| -------- | ------- | ----------- | ---------------- | ------------------------- | ------------------ | -------- |
| 11月4日  | 下午3時 | 249,888人次 | 87,899人次       | /                         | 516,436人次        | [ 114 ]  |
| 11月5日  | 上午8時 | 525,855人次 | 507,064人次      | /                         | /                  | [ 115 ]  |
| 11月5日  | 下午3時 | 622,589人次 | 539,618人次      | [ 116 ]                   |                    |          |
| 總結果   | 總結果  | 660,000人次 | 660,000人次      | /                         | /                  | [ 117 ]  |

## 重點人群高頻次核酸檢測計劃
2021年10月9日，應變協調中心公佈實行重點人群高頻次核酸檢測計劃。為防範2019冠狀病毒病在社區傳播和擴散，認為有必要對9月下旬起發生的疫情，對感染風險較高的重點人群進行排查，考慮到該疫情個案主要涉及兩個外地僱員感染群組，因此跨部門包括衛生局、治安警察局及勞工事務局將聯合通過對重點人群高頻次的核酸檢測計劃，盡早發現社區病人。
計劃中重點人群包括兩類：
- 第一類：裝修、洗衣、保安工種的所有員工
- 第二類：尼泊爾籍和越南籍的外地僱員

當局將要求上述人士，隔日檢測1次，連續做4次。當局稍後將透過短訊通知這些人士的僱主或當事人，同時亦要求僱主督促僱員按時進行核酸檢測。相關人士可以通過短訊內的連結，選擇於“高頻次核酸檢測計劃”一欄預約進行免費的核酸檢測。
受熱帶風暴獅子山影響，氣象局於2021年10月9日上午6時起發出八號風球並一直生效至翌日（2021年10月10日）凌晨，上述人士批准到鏡湖醫院急診和科大醫院門診作檢測，檢測結果可通過短訊內的連結查閱。
2021年10月11日，在防疫記者會上，應變協調中心表示兩類人群隔日連續四次核檢所涉及的人數約有2.2萬人，目前5個檢測點每天可提供最多3.5萬個檢測名額。為了疏導人流，從今天起至下周日，綜藝館和工人體育場的檢測站會延長服務時間至午夜12時，直至完成整個檢測計劃為止。另外，從10月12日至10月17日增加10個檢測點供參與高頻次檢測計劃的人士預約，包括新葡京、金沙、威尼斯人、永利澳門、永利皇宮、百老匯、星際、澳門美高梅、美獅美高梅和新濠影匯的檢測站，相關人士在當天起可以預約。

### 安排調整
應變協調中心於2021年10月14日公佈，因颱風影響，高頻次核酸檢測計劃將順延兩日至10月19日結束，兩個延長服務至午夜0時分別是綜藝館和工人球場核檢站，直至完成整個檢測計劃為止。而原定於13日未能按預約時間進行病毒檢測之人士可於兩日內重新進行預約，或持原預約碼於14日或15日按原時間前往原地點進行核酸檢測。當局重申，相關人士因個別情況無法按檢測日期進行檢測，可在次日或第三日補回，連續兩次不檢驗，其健康碼才會轉黃碼，其健康碼亦不會因颱風關係延遲檢測而轉為黃色。另外，10個位於娛樂場內的檢測點於重陽節假期期間如常提供服務。

## 重點區域核酸檢測計劃

### 2021年
2021年10月16日，新型冠狀病毒感染應變協調中心公佈，為應對澳門10月4日出現的一波2019冠狀病毒病疫情，在第三次全民核酸檢測基礎上，針對紅碼區周邊的重點區域，進一步開展一次核酸檢測，以排除可能潛伏於本澳社區的新冠肺炎感染者。是次重點區域核酸檢測計劃於10月17日上午9時至晚上12時進行，是次重點區域核酸檢測計劃的檢測對象包括：
- 9月26日至10月4日期間，曾居住於黑沙環新美安大廈第一期及錦興大廈、維多利亞酒店和祐漢新村順利樓附近、高地烏街金多利大廈附近和英皇酒店附近之人士，必須在指定時間進行一次核酸檢測。相關人士會收到短信提醒進行核酸檢測，若未能按時檢測，其澳門健康碼將於24小時後轉為黃碼，直至完成檢測為止。

- 9月26日至10月4日期間，曾在上述區域工作或活動的人士；9月26日至10月4日期間，曾乘坐1、7、8、10、12、18、19、21A、23、25、25B、51A、AP1號公共巴士的乘客。歡迎相關人士在上述指定時間進行一次核酸檢測，尤其是在上述地點長時間逗留且沒有佩戴口罩者。[121]

#### 2021年重點區域核酸檢測計劃檢測站
- A類：關愛核酸檢測站

| 1. 街坊會聯合總會社區服務大樓 |

- B類：一般核酸檢測站

| 1. 澳門坊眾學校 2. 鄭觀應公立學校 3. 鏡平學校 (中學部) 4. 中葡職業技術學校體育館 | 5. 澳門培正中學 6. 工人體育場一樓 7. 塔石體育館A館 8. 澳門文化中心 | 9. 奧林匹克體育中心 10. 街總石排灣家庭及社區綜合服務中心 11.青茂口岸 12. 威尼斯人展覽館A、B、C館 |

#### 重點區域核酸檢測成效
- 截至2021年10月17日下午3時，重點區域已採樣29,377人，重點人群包括高頻次核酸檢測、紅黃碼區人士等已採樣12,390人；兩者合共已採樣了41,767人，當中1,593人已出檢測結果，均為陰性。[122]
- 截至2021年10月17日晚上9時，重點區域已採樣50,714人，重點人群包括高頻次核酸檢測、紅黃碼區人士等已採樣22,680人；兩者合共已採樣了73,401人，當中38,643人已出檢測結果，均為陰性。[123]
- 2021年10月17日全日，重點區域、重點人群和紅黃碼區人士核檢合共採樣80,452人。重點區域採樣56,130人，重點人群包括高頻次核酸檢測、紅黃碼區人士等採樣24,322人，所有檢測結果皆為陰性。[124]

### 2022年2月28日對關閘廣場附近重點區域人士作一次性強制檢測

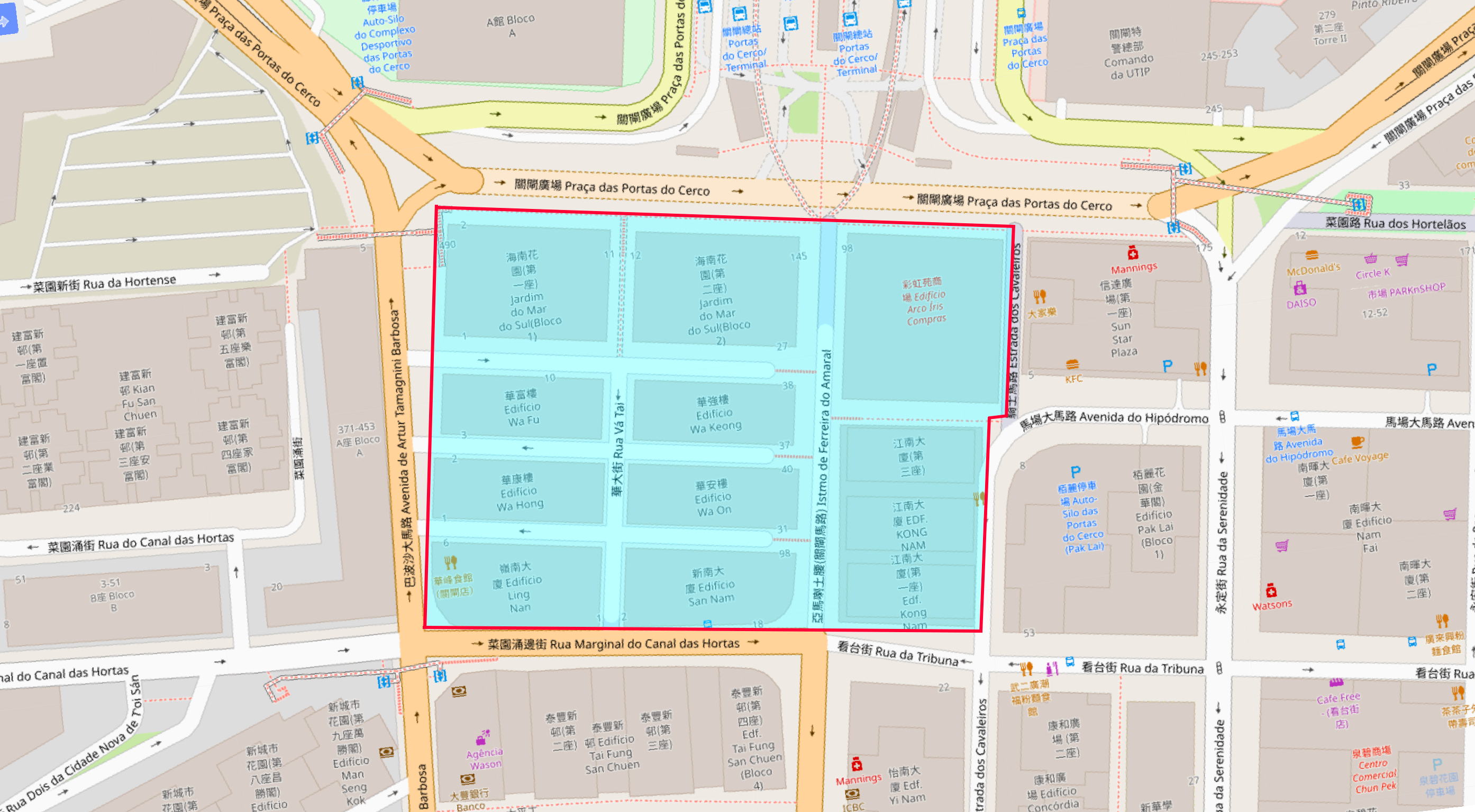
2022年2月28日重點區域強制核酸檢測計劃範圍

2022年2月28日，應變協調中心公佈，因中山市坦洲鎮於2月27日發現1宗核酸檢測陽性個案，患者曾於2月22日至27日期間多次往返關閘邊檢大樓出入境，為評估病毒在社區內傳播的風險，自2月28日下午5時至3月1日中午12時期間將對該患者經常出入的重點區域（關閘廣場附近），對2月25日至27日期間在指定區域居住或工作的人士，進行一次強制性核酸檢測。
關閘廣場附近的重點區域範圍如下：
江南大廈(第一座)、江南大廈(第二座)、江南大廈(第三座)、彩虹苑(第一座)、彩虹苑(第二座)、新南大廈、嶺南大廈、華安樓、華康樓、華強樓、華富樓、海南花園(第一座)、海南花園(第二座)
如已在2月28日在澳門進行常規病毒檢測或3月1日於廣東省內進行病毒檢測且相關檢測單位有上報至廣東省衛生健康部門核酸庫系統，則不需再進行是次重點區域核酸檢測。免費核酸檢測點位於關閘澳門工人體育場一樓。

#### 強制檢測成效
- 截至2月28日晚上9時30分，經免費預約連結預約的人數為5626人，已採樣人數為3297人，已有檢測結果512個，均呈陰性。[127]
- 截至3月1日上午8時30分，經免費預約連結預約的人數為6753人，已採樣人數為5744人，已有檢測結果5274個，均呈陰性。[128]
- 截至3月1日中午12時，經免費預約連結預約的人數為7579人，已採樣人數為7103人，已有檢測結果5473個，均呈陰性；另外，2月28日至3月1日中午12時，其他核酸站的採樣或排查數合共30,503份。[129]
- 全數結果方面，是次計劃共採樣人數為7103人，檢測結果均呈陰性；另外，2月28日至3月1日晚上7時，其他核酸站的採樣或排查數合共55311份。[130]

### 2022年8月7日
因應珠海在當天上午通報一例核酸陽性個案近日有往返澳珠兩地，雖然該案例於8月4日前在澳的十數次核酸均為陰性，但不排除其在本澳居住及工作地點所在區域有傳播風險。為此，針對其工作地點所在區域，開展重點區域核酸檢測，以排除可能潛伏於社區感染者。以下重點區域人員須於8月7日下午3時30分至晚上12時，進行一次核酸檢測，而已參與重點人群核酸檢測則不須重複進行核檢。
重點區域檢測對象包括：
- 孫逸仙博士大馬路、史伯泰海軍將軍馬路、永誠街、柯維納馬路、運動場道、體育路、地堡街、 黑橋街、奧林匹克大馬路圍成的區域居住、工作的人士；
- 其他曾在8月3日及之後在上述區域逗留超過半小時的人士，尤其曾到過GRAND MART內設的麵包店的人士。

另外，考慮到相關區域風險較高，2019年7月1日之後出生的嬰幼兒，及不良於行且需人照顧的長者或殘疾人士不獲豁免。
應變協調中心表示，會向在重點區域居住的人士發出短訊提醒進行預約檢測，如沒有按規定做核酸者，健康碼於翌日轉為黃碼。
為配合重點區域核酸檢測，除當天原有正在提供服務的各個站點外，將增加氹仔島內多個站點。全澳的各個核檢站將延長服務時間至晚上12時。此外，屬上述重點區域人士出門前須進行一次自我抗原檢測並透過澳門健康碼申報檢測結果，檢測結果為陰性方可到核檢站進行核酸檢測；若檢測結果為陽性，除在澳門健康碼作出申報外，不論是否有發熱、呼吸道症狀等不適，應儘快召喚救護車（電話：119、120 或 2857 2222），本人及同住人必須留在家中耐心等候當局安排的救護車運送至檢疫地點。當局將會統一安排進行核酸檢測。

#### 2022年8月7日重點區域核酸檢測計劃期間新增檢測站
- B類：一般核酸檢測站

| 21. 奧林匹克體育中心室內體育館 24. 教青局親職教育中心 (湖畔) 28. 威尼斯人展覽館A、B、C館 46. 流動核酸採樣車-澳門大學附屬應用學校 48. 流動核酸採樣車-氹仔中央公園旁近濠景花園 |

#### 2022年8月7日重點區域和人群檢測成效
2022年8月8日上午，應變協調中心通報，8月7日的重點區域人士、重點人群及離家工作人群核酸檢測共採樣199,622人次，已有檢測結果，均呈陰性。

### 2022年8月8日
因應應變協調中心在8月7日上午接獲珠海通報一例核酸陽性個案近日有往返澳珠兩地，該案例於8月5、6日曾往返關閘口岸，為評估新冠病毒在本澳社區內傳播的風險，針對其經常出入的重點區域居住或工作的人士，開展重點區域核酸檢測。以下重點區域人士須於8月8日，進行一次核酸檢測，而當天已參與重點工作人群的核酸檢測則不須重複進行核檢。
重點區域檢測對象包括：
- 關閘廣場、永安街、祐漢新村第二街、祐漢新村第四街、亞馬喇土腰 / 關閘馬路、巴波沙巷、李寶椿街、台山新城市第一巷、台山新城市第二街、菜園涌街、牧場街圍成的區域居住、工作的人士；
- 其他曾在8月5日及之後在上述區域逗留超過半小時的人士。

另外，考慮到相關區域風險較高，2019年7月1日之後出生的嬰幼兒，及不良於行且需人照顧的長者或殘疾人士不獲豁免。全澳的各個核檢站開放時間為上午8時至晚上12時，除8月7日原有正在提供服務的各個站點外，將增加2個核酸檢測站服務。此外，出門前往核檢站前須進行一次自我抗原檢測並透過澳門健康碼申報檢測結果，檢測結果為陰性方可到核檢站進行核酸檢測。

#### 2022年8月8日及9日重點區域核酸檢測計劃期間新增檢測站
- A類：關愛核酸檢測站

| 1. 街坊會聯合總會社區服務大樓 |

- B類：一般核酸檢測站

| 6. 中葡職業技術學校體育館 |

#### 2022年8月8日檢測成效
8月8日全天，共採樣115,801人次，已有檢測結果，均呈陰性。

### 2022年8月9日
因應8月7日上午接獲珠海通報一例核酸陽性個案近日有往返澳珠兩地，為進一步評估疫情在澳門本地社區內傳播的風險，針對其曾居住地附近及經常出入的重點區域居住或工作的人士，開展重點區域核酸檢測。以下重點區域人士須於8月9日，進行一次核酸檢測，而當天已參與重點工作人群的核酸檢測則不須重複進行核檢。同時考慮到相關區域風險較高，2019年7月1日之後出生的嬰幼兒，及不良於行且需人照顧的長者或殘疾人士不獲豁免。
重點區域檢測對象包括：
- 1.保利達花園一帶
  - 黑沙環中街、東北大馬路、黑沙環新街、勞動節街的區域居住、工作的人士；
  - 其他曾在8月6日及之後在上述區域逗留超過半小時的人士。

- 2. 關閘口岸一帶（8月9日再做一次）
  - 關閘廣場、永安街、祐漢新村第二街、祐漢新村第四街、亞馬喇土腰 / 關閘馬路、巴波沙巷、李寶椿街、台山新城市第一巷、台山新城市第二街、菜園涌街、牧場街圍成的區域居住、工作的人士；
  - 其他曾在8月5日及之後在上述區域逗留超過半小時的人士。

### 2022年8月10日至12日
2022年8月10日，因應一宗香港輸入澳門陽性個案為港澳貨船船員，由於該個案有一定社區傳播風險，且不排除內港貨運碼頭一帶的人士有潛在的感染者，為進一步評估疫情在澳門社區內傳播的風險，針對其曾居住地附近及經常出入的重點區域居住或工作的人士，開展重點區域核酸檢測。在指定重點區域人士須於8月10日下午4時至11日內完成首次核酸檢測，並於8月12日完成第二次核酸檢測，三天內須進行兩次核酸檢測（即“3天2檢”），每次核酸檢測須相隔至少24小時，當天已參與其他類別的核酸檢測則不須重複進行核檢。
重點區域檢測對象包括：
- 內港貨運碼頭至司打口附近一帶：柯邦迪前地 / 司打口，河邊新街，比厘喇馬忌士街，鹽巷，李加祿街，貨倉街，三層樓上街，樂建斜巷，三層樓街，三層樓斜巷，三巴仔橫街，群興新街；
- 其他曾在8月7日及之後在上述區域逗留超過半小時的人士

考慮到相關區域風險較高，2019年7月1日之後出生的嬰幼兒，及不良於行且需人照顧的長者或殘疾人士不獲豁免。應變協調中心表示，會向在重點區域居住的人士發出短訊提醒進行預約檢測，如沒有按上述規定完成“3日2檢”者，其健康碼於8月13日轉為黃碼。為便利居民參與檢測，將於上述區域範圍內停泊多部流動檢測車，居民亦可選擇附近的核檢站參與檢測。

#### 2022年8月10日至12日新增流動核酸採樣車
- B類：一般核酸檢測站

| 45.河邊新街（流動核酸採樣車） 47.李度巷（流動核酸採樣車） 48.柯邦迪前地（流動核酸採樣車） 93.河邊新街 （流動核酸採樣車） |

### 2022年8月13日至15日
2022年8月12日，因應新增一宗管控中發現的輸入性核酸檢測陽性個案，是8月10日確診船員的同行密切接觸者。為進一步評估新冠病毒在本澳社區內傳播的風險，針對在該64歲船員住所附近居住、工作或經常出入的人士，開展重點區域核酸檢測。以下重點區域人士須於8月13日至8月15日期間，其中2天各完成1次合共2次核酸檢測（即“3天2檢”），每次核酸檢測須相隔至少24小時，當天已參與其他類別的核酸檢測則不須重複進行核檢。
重點區域檢測對象包括：
- 爹美刁施拿地大馬路 / 施拿地馬路、魚鰓巷、沙梨頭海邊街、掙匠巷、牡雞斜巷、沙梨頭斜巷、麻子街、魚鱗巷；
- 其他曾在8月8日及之後在上述區域逗留超過半小時的人士。

2019年7月1日之後出生的嬰幼兒，及不良於行且需人照顧的長者或殘疾人士不獲豁免。應變協調中心表示，會向在重點區域居住的人士發出短訊提醒進行預約檢測，如沒有按上述規定完成“3天2檢”者，其澳門健康碼於8月16日轉為黃碼。為便利居民參與檢測，將於上述區域範圍內停泊多部流動檢測車，居民亦可選擇附近的核檢站參與檢測。

#### 2022年8月13日至15日新增流動核酸採樣車
- B類：一般核酸檢測站

| 93.沙梨頭海邊街仁慕巷（流動核酸採樣車） |

### 2022年10月26日至28日
新型冠狀病毒感染應變協調中心公佈，10月26日上午，收到珠海市衛生部門通知，1管10混1核酸檢測樣本呈陽性，當中1名66歲女性澳門居民檢測到病毒核酸檢測呈陽性。為此，針對其經常出入的區域，於10月26日下午4時開展重點區域核酸檢測，以排除可能潛伏於社區內的感染者。以下重點區域人士須於10月26日、27日及28日每天進行一次核酸檢測。
重點區域檢測對象包括：
- 青洲大馬路/青洲新路、沙梨頭北街，沙梨頭南街，罅些喇提督大馬路/提督馬路，白朗古將軍大馬路圍成的區域居住、工作的人士；
- 其他曾在10月24日及之後在上述區域逗留超過半小時的人士；
- 考慮到相關區域風險較高，所有人士均不獲豁免。

為配合重點區域核酸檢測，除原有正在提供服務的各個站點外，以下6個站點將於10月26日延長開放至晚上12時：南粵青茂口岸、南粵廣慈醫療中心、筷子基北灣休憩區核酸檢測站、信步閑庭巴士總站、醫總青洲坊、前澳門逸園賽狗場。而27、28日的服務時間則由早上9時至晚上12時。此外，屬上述重點區域人士出門前須進行一次自我抗原檢測並透過澳門健康碼申報檢測結果，檢測結果為陰性方可到核檢站進行核酸檢測。
共同軌跡人士檢測安排方面，應變協調中心呼籲與患者於10月23日至25日有共同軌跡的人士於10月27日和28日應主動每天接受1次（即合共2次）核酸檢測，每次之間至少須相隔12小時。上述人士出門前須進行一次自我抗原檢測並透過澳門健康碼申報檢測結果，檢測結果為陰性方可到核檢站進行核酸檢測。由於患者行程紀錄有所出入，澳門當局於10月27日更新其行程軌跡。

#### 2022年10月26日至28日重點區域核酸檢測成效
| 截至日期 | 時間     | 紅碼區已採樣人數 | 重點區域已採樣人數 | 常規已採樣人數 | 累計採樣人數 | 10混1樣本初步陽性累計數目 | 備註                                 | 相關資料 |
| -------- | -------- | ---------------- | ------------------ | -------------- | ------------ | ------------------------- | ------------------------------------ | -------- |
| 10月26日 | 午夜12時 | 74人次           | 38,457人次         | 37,669人次     | 76,200人次   | /                         |                                      | [ 143 ]  |
| 10月27日 | 下午3時  | 80人次           | 1.63萬人次         | 1.67萬人次     | 3.3萬人次    | /                         | 紅碼區採樣的15個環境樣本結果均為陰性 | [ 144 ]  |
| 10月27日 | 全天     | 80人次           | 44,753人次         | 40,271人次     | 85,104人次   | /                         | /                                    | [ 145 ]  |
| 10月28日 | 下午3時  | 81人次           | 18,363人次         | 18,779人次     | 37,223人次   | /                         | 10,598人次有核檢結果為陰性           | [ 146 ]  |
| 10月28日 | 全天     | 81人次           | 43,677人次         | 46,831人次     | 90,589人次   | 1人（紅碼區管控期間發現） | 其餘結果為陰性                       | [ 147 ]  |

### 2022年10月30日至11月1日
新型冠狀病毒感染應變協調中心公布，因廣東省珠海市於10月29日晚上通報一名43歲澳門女居民10月25日與珠海陽性病例在珠海地下商場順達快遞有共同軌跡，衛生局隨即安排採樣和醫學觀察，10月30日凌晨核檢結果呈陽性。為針對該女患者和另外2名同住的患者經常出入區域，自10月30日下午3時起開展重點區域核酸檢測，以排除可能潛伏於社區內的感染者。
為配合部分人士進行核檢，教育及青年發展局已通知現有的20個核檢站，於10月31日延長開放時間至午夜12時，其後再延長至11月1日凌晨1時，以及加派檢測人員進行採樣，而市民前往核檢站之前必須先作預約。
重點區域檢測對象包括：
- 李寶椿街、鴨涌馬路、化驗所街、沙梨頭北街、青洲街、白朗古將軍大馬路的區域居住、工作的人士；
- 馬場北大馬路、關閘廣場、巴波沙大馬路、騎士巷、祐漢新村第六街、祐漢新村第一街、馬場海邊馬路、黑沙環馬路、慕拉士大馬路、高利亞海軍上將大馬路、馬場東大馬路的區域居住、工作的人士；
- 其他曾在 10 月27日至29日期間在上述區域逗留超過半小時的人士；
- 考慮到相關區域風險較高，所有人士均不獲豁免。

要求
上述重點區域人士須於10月30日、31日及11月1日每天進行1次核酸檢測，（即合共3次），每次相隔至少12小時。
延長和調整部分核檢站點服務時間或安排
為配合重點區域核酸檢測，除原有正在提供服務的各個站點外，以下個站點將於10月30日延長開放至翌日凌晨1時，而10月31日及11月1日的服務時間則由早上9時至晚上12時，呼籲居民不用急於前往核檢。另外，只保留祐漢街市公園核酸檢測站及東方明珠街休憩區核酸檢測站仍可預約自費檢測。
- 工人體育場一樓（N）
- 中葡職業技術學校體育館（N）
- 祐漢街市公園（P）
- 前澳門逸園賽狗場
- 黑沙環青年活動中心
- 望廈體育中心一樓
- 南粵青茂口岸
- 南粵廣慈醫療中心
- 筷子基北灣休憩區核酸檢測站
- 東方明珠街休憩區核酸檢測站（P）
- 信步閑庭巴士總站
- 黑沙環公園（近黑沙環衛生中心）核酸檢測站（N）
- 祐漢新村第四街休憩區核酸檢測站
- 黑沙環公園（近摩托車檢驗中心）核酸檢測站
- 醫總青洲坊
- 南粵工聯（工人體育場地面層）（P）

（P- 保留自費核酸檢測通道；N-新增臨時核酸檢測站）

#### 2022年10月30日至10月31日重點區域核酸檢測成效
| 截至日期 | 時間    | 紅碼區已採樣人數 | 重點區域已採樣人數 | 氹仔美獅 美高梅隔離人員 | 常規已採樣人數 | 累計採樣人數 | 10混1樣本 初步陽性 累計數目     | 備註 | 已上傳 快速抗原檢測 結果人數 | 相關資料        |
| -------- | ------- | ---------------- | ------------------ | ----------------------- | -------------- | ------------ | ------------------------------- | ---- | ---------------------------- | --------------- |
| 10月30日 | 全天    | 576人次          | 103,347人次        | 1,514人次               | 42,265人次     | 147,702人次  | 1人陽性（麗華新村第一座紅碼區） | /    | 633,560人次                  | [ 151 ] [ 152 ] |
| 10月31日 | 下午3時 | 353人次          | 45,772人次         | 1,519人次               | 15,015人次     | 62,659人次   | /                               | /    | 479.569人次                  | [ 153 ] [ 154 ] |

| 截至日期 | 時間 | 紅碼區核酸採樣人數 | 重點區域及常規核酸採樣人數 | 路氹美獅美高梅隔離人員 | 合共採樣    | 已上傳快速抗原檢測結果 |
| -------- | ---- | ------------------ | -------------------------- | ---------------------- | ----------- | ---------------------- |
| 10月31日 | 全天 | 830人次            | 231,474人次                | 1,566人次              | 233,870人次 | 659,129人次            |

### 2022年11月19日至23日
因應11月19日新增一例60歲來自江蘇省的女性旅客確診個案，在澳門多個景點進行活動，為排除當事人到過相關區域或附近活動的人士的感染風險，同時，平衡了對社會的影響，故此，不對重點區域進行人員區域管控，只針對其到過的區域開展核酸檢測，相關計劃由當天下午4時開始。中心提醒若沒有按規定做核酸者，其澳門健康碼會於翌日轉為黃碼，必須接受核酸檢測並有陰性結果後才轉為綠碼。根據相關規定，黃碼人士將被拒絕進入公共場所、不能乘搭公共交通工具和不能離境等。為免因於澳門健康碼內申報或選用的地址未有及時更新或輸入錯誤而被列入封控或防範區，導致澳門健康碼轉為紅或黃碼，應變協調中心呼籲居民應儘快檢視澳門健康碼內“在澳常居地點”資料。如申報地址不正確或不確定選用存於身份證明局的住址是否已更新，請立即於澳門健康碼內重新填報。
一、檢測對象
- 11月15至18日期間在澳門漁人碼頭，尤其是勵庭海景酒店居住、工作或到過該區域停留半小時以上者；
- 11月18日到過金沙酒店居住、工作或到過該區域停留半小時以上者；
- 11月18日在高圓街、炮兵街、炮兵馬路、大炮台斜巷、哪咤廟斜巷、連安巷、史山斜巷、大炮台街、賣草地街、草堆街、關前後街、大關斜巷、大三巴街、大三巴斜巷居住、工作或到過該區域停留半小時以上的人士；
- 11月18日在河邊新街、木瓜圍、三層樓上街、鵝眉街、三巴仔街、風順堂上街、岡頂前地、官印局街、擺華巷、風順堂街、卑第巷、咩路馬揸度街、西坑街、亞婆井街、西望洋巷、媽閣斜坡、媽閣上街、水手里/媽閣第二巷、火水巷丶媽閣廟前地居住、工作或到過該區域停留半小時以上的人士；
- 3歲以下（即2019年11月19日或之後出生）的嬰幼兒可豁免。

二、核檢要求
- 11月19至23日期間進行「5天4檢」的核酸檢測（即11月19、20、21、22、23日合共4次，最後1次須在11月23日進行），每次相隔至少12小時。
- 注意事項：

1. 若11月19、20、21、22或23日已在中國大陸或澳門完成其他類別的核酸檢測採樣亦計算在內，當天不用重複核檢，而澳門健康碼為黃碼人士須按衛生部門要求的核檢次數進行核檢；
2. 若11月19、20、21、22或23日在內地完成核酸檢測並已有檢測結果人士，須透過“粵康碼”轉“澳康碼”，及自行確認已成功把中國大陸核檢結果帶到“澳康碼”內，可作為當天核檢結果。

三、新增核酸檢測點
- 漁人碼頭核酸檢測站
- 流動核酸採樣車-大三巴
- 海事工房1號及2號
- 工人體育館一樓

為重點區域內學校學生提供核檢便利措施
11月19日至23日，各重點區域開展5天4檢重點區域核酸檢測，經教青局與衛生局會商決定，將根據醫護人員的人力資源、學校的空間及教學安排等因素，在平衡巿民採樣便捷與便利學生的前提下，於11月21日（一）至23日（三）上課期間，為重點區域內6所非高等教育學校超過4,300名學生提供核檢便利措施，安排人員入校採樣或在非繁忙時段於就近核檢站設學生專道，以便利學生在上課日進行核檢。
檢測結果
| 截至日期 | 時間     | 共採樣人數  | 混檢陽性樣本數目 | 備註 | 相關資料 |
| -------- | -------- | ----------- | ---------------- | ---- | -------- |
| 11月19日 | 24小時內 | 95,447人次  | /                | /    | [ 157 ]  |
| 11月20日 | 24小時內 | 90,468人次  | /                | /    | [ 158 ]  |
| 11月21日 | 24小時內 | 107,405人次 | /                | /    | [ 159 ]  |
| 11月22日 | 24小時內 | 102,218人次 | /                | /    | [ 160 ]  |
| 11月23日 | 24小時內 | 98,141人次  | /                | /    | [ 161 ]  |

### 2022年11月29日至12至3日
因應新增五宗輸入關聯的同一家庭陽性個案，為排除在個案行程軌跡相關區域活動的人士的感染風險，同時平衡對社會的影響，該輪重點區域核酸檢測安排只針對區域內人員開展核酸檢測。
檢測對象
出入口為下列門牌的住宅住戶及商戶工作人員，未滿3歲（即年2019年11月30日或之後出生）的嬰幼兒可豁免：
- 新勝街 21號至23號；
- 賈伯樂提督圓形地 5號至9號；
- 賈伯樂提督街／提督街 95號至99號，105號，107號至139號；
- 區華利街3號至3號A，4號至4號A；
- 賈伯樂提督里 2號至12號；
- 亞豐素街31號至31號A，28號C至30號B，34號至34號CA；
- 俾利喇街14號至16號，42號至42號 A；
- 鏡湖馬路11號至29號A，32號至46號B。

核檢要求
11月29日至12月3日期間進行“5天3檢”的核酸檢測（即11月29日或30日進行第1次、12月1日進行第2次、12月3日進行第3次，合共進行3次核酸檢測）。
注意事項：
1. 若11月29日或30日、12月1日、12月3日在內地或本澳完成其他類別的核酸檢測採樣亦計算在內，當天不用重複核檢，而澳門健康碼為黃碼人士須按衛生部門要求的核檢次數進行核檢；
2. 若11月29日或30日、12月1日、12月3日在內地完成核酸檢測並已有檢測結果人士，須透過“粵康碼”轉“澳康碼”，及自行確認已成功把內地核檢結果帶到“澳康碼”內，可作為當天核檢結果。

### 2022年11月30日至12月4日
因應澳門近日出現多宗輸入關聯個案，為排除在個案行程軌跡相關區域活動的人士的感染風險，同時平衡對社會的影響，檢測對象為11月26至30日期間在以下區域居住、工作、到餐廳用餐或停留半小時於相關範圍的人士。
檢測範圍及對象
1. 高士德大馬路、肥利喇亞美打大馬路 / 荷蘭園大馬路 / 荷蘭園正街、羅利老馬路、渡船街、墨山巷、渡船巷、塘巷、羅白沙街、萬安巷、道咩卑利士街、群隊街圍成的區域；
2. 沙嘉都喇賈罷麗街、連勝馬路、連勝街、涼水街、沙梨頭街 / 石牆街、白鴿巢前地、花王堂前地、老人院前地 / 花王堂高園、茨林圍、大三巴斜巷、高園街、炮兵街、瘋堂中斜巷、巴冷登街、東望洋街、士多鳥拜斯大馬路圍成的區域。
3. 未滿3歲（即年2019年12月1日或之後出生）的嬰幼兒可豁免。

檢測要求及注意事項
1. 11月30日至12月4日期間進行“5天3檢”的核酸檢測（即11月30日或12月1日進行第1次、12月2日進行第2次、12月4日進行第3次，合共進行3次核酸檢測）。
2. 若11月30日或12月1日、12月2日、12月4日在內地或本澳完成其他類別的核酸檢測採樣亦計算在內，當天不用重複核檢，而澳門健康碼為黃碼人士須按衛生部門要求的核檢次數進行核檢；
3. 若11月30日或12月1日、12月2日、12月4日在內地完成核酸檢測並已有檢測結果人士，須透過“粵康碼”轉“澳康碼”，及自行確認已成功把內地核檢結果帶到“澳康碼”內，可作為當天核檢結果。

1. 核檢站安排

- 部分核檢站於11月30日延長開放至晚上11時，包括南粵廣慈醫療中心、二龍喉公園核酸檢測站、信步閑庭巴士總站、公民教育資訊廊、南粵沙梨頭核酸檢測站、南灣中巷（近英皇酒店）。
- 增加站點安排：鏡湖醫院禮堂（服務時間由晚上9時至晚上11時）；塔石體育館A館 （服務時間由下午6時至晚上11時）；2輛流動核酸採樣車停泊在大三巴牌坊後方的巴士停車場（服務時間由下午3時至晚上11時）。

檢測結果
| 截至日期 | 時間        | 共採樣人數  | 混檢陽性樣本數目 | 上傳快測結果 | 備註 | 相關資料 |
| -------- | ----------- | ----------- | ---------------- | ------------ | ---- | -------- |
| 11月30日 | 24小時內    | 96,244人次  | /                | 589,547人次  | /    | [ 163 ]  |
| 12月1日  | 24小時內    | 97,894人次  | /                | 608,196人次  | /    | [ 164 ]  |
| 12月2日  | 24小時內    | 119,340人次 | /                | 585,143人次  | /    | [ 165 ]  |
| 12月3日  | 24小時內    | 82,307人次  | 3人              | /            | /    | [ 166 ]  |
| 12月4日  | 111,691人次 | 4人         | [ 167 ]          | /            | /    |          |

## 重點人群核酸檢測計劃

### 2022年3月針對3類重點人群檢測
2022年3月1日，因應中山市坦洲鎮於2022年2月27日出現一例核酸陽性個案，為進一步評估病毒在澳門社區內的傳播風險，保障澳門市民的健康及生命安全，新型冠狀病毒感染應變協調中心宣佈對三類人群進行病毒檢測。
三類人群包括：
- 對2月25日至27日期間任一天曾於關閘口岸出境或入境總次數多於4次的人士，3月1日下午6時起至3月4日下午6時，須每24小時進行一次核酸檢測，3天內合共進行3次，並會透過手機短訊向上述人士發出通知。
- 曾與中山市坦洲鎮陽性病例在澳門或內地可能有共同軌跡的人士，請於免費核酸檢測預約連結內申報自身共軌情況，並於3月1日下午6時起至3月4日下午6時，須每24小時進行一次核酸檢測，3天內合共進行3次。
  - 上述兩類人士如未能按時進行採樣檢測，其澳門健康碼將於6小時後即凌晨零時轉成「黃碼」（例：相關人士須於3月1日下午6時至3月2日下午6時完成一次核酸檢測，否則，其澳門健康碼將 3月3日凌晨零時轉「黃碼」)，一旦轉成「黃碼」將可能被拒絕進入公共場所、不能乘搭公共交通工具和不能離境，直至完成檢測並有結果才轉「綠碼」。
- 呼籲2月25至27日期間曾於關閘口岸出入境的人士，為保障自身健康，於3月1日至3月3日期間，進行一次核酸檢測。

至於已計劃3月1日至3月4日在廣東省進行核酸檢測且相關檢測單位有上報至廣東省衛生健康部門核酸庫系統，亦會計算在此次核酸檢測計劃。
此外，因應是次核酸檢測計劃，澳門各常規核酸檢測站包括：北安客運碼頭、 綜藝館、工人體育館、青茂口岸、鏡湖醫院、科大醫院，自3月1日至3月4日延長服務時間至晚上12時；此外，並將加開工人球場一樓作為臨時核酸檢測站。

#### 三類重點人群檢測成效
- 截至3月2日上午9時，透過免費預約連結進行核酸檢測有8561人，5144人已採樣，4935人已檢測結果，均呈陰性；另外，2月28日至目前其他核酸檢測站的採樣或排查數，合共59188份。[169]
- 截至3月2日下午6時，透過免費預約連結進行核酸檢測有15,565人，12,657人已採樣，7,209人有檢測結果，均呈陰性；另外，2月28日至3月2日傍晚6時，其他排查和自費核酸檢測數合共79,245份。[170]
- 截至3月3日上午9時，透過免費預約連結進行核酸檢測有19571人，16708人已採樣，16329人有檢測結果，均呈陰性；另外，2月28日至目前，其他排查和自費核酸檢測數合共84907份。[171]
- 截至3月3日下午3時，透過免費預約連結進行核檢23,164人，其中20,291人已採樣，16,410人已出結果皆為陰性。至目前通過不同排查項目及自費檢測共檢測125,018份樣本。[172]
- 截至3月3日下午6時，透過免費預約連結進行核酸檢測有24,573人，22,046人已採樣，18,175人有檢測結果，均呈陰性。[173]
- 截至3月4日上午9時，透過免費預約連結進行核酸檢測有27,636人，24,522人已採樣，23,970人有檢測結果，均呈陰性；另外，2月28日至3月4日上午9時，其他排查和自費核酸檢測數合共111,089份。[174]
- 截至3月4日下午6時，透過免費預約連結進行核酸檢測有30,844人，28,861人已採樣，25,917人有檢測結果，均呈陰性；另外，2月28日至目前，其他排查和自費核酸檢測數合共134,851份。[175]
- 3月5日，當局公佈針對三類重點人群展開核酸檢測的計劃共採樣28,861人，核酸檢測結果均為陰性；另外，2月28日至目前，其他排查和自費核酸檢測數合共142,070份。[176]

### 針對與坦洲確診患者共處的出入境人士須核檢
2022年3月2日晚上，應變協調中心公佈因應中山市坦洲鎮2月27日發現1例新冠病毒核酸陽性個案，並曾於2月25日至27日多次在關閘口岸出入境，經評估後，認為在關閘口岸出入境大廳排在該個案前10位及後20位的通關人士可能具有感染的風險，共涉及約780人。該約780名人士須於3月2日、3日、5日、8 日及13日進行5次病毒核酸檢測，如不按時進行核酸檢測，健康碼會於翌日零時轉為黃碼，直至補回所欠的核酸檢測為止。如果同一天有重疊其他新冠病毒核酸檢測措施，則當日只需進行一次核酸檢測。如相關人士在內地完成5次核酸檢測並具有陰性結果，可於3月14日起在「新冠肺炎防疫事宜報告或求助」平台上傳核酸檢測陰性證明及個人資料，申請解除黃碼。

### 2022年6月22日重點人群檢測計劃
2022年6月21日，新型冠狀病毒感染應變協調中心公佈，為應對澳門6月18日至今出現的新型冠狀病毒肺炎疫情，在全民核酸檢測基礎上，針對重點區域及重點人群，進一步開展一次核酸檢測，以排除可能潛伏於本澳社區的新冠肺炎感染者。
重點人群檢測人士包括：本澳持緬甸籍護照在澳門工作或生活的人士，全民核檢期間與陽性個案共軌人士，須於6月22日進行核酸檢測。

### 2022年7月3日重點人群檢測計劃
2022年7月3日，應變協調中心宣佈，在澳門從事保安服務業（一般指為商業企業提供保安服務） 、清潔服務業、物業管理業（一般是為屋苑住宅提供管理及清潔服務）的人士，7月3日必須進行一次核酸檢測。
本次核酸檢測計劃將會開設21個站點供上述各類人士預約，當中分別設置澳門美高梅大宴會廳及威尼斯人展覽館A、B、C館，主要供博企保安及清潔人員預約，以及設置中葡職業技術學校體育館、勞校中學附屬幼稚園及奧林匹克體育中心室內體育館，主要供供非博企保安及清潔人員預約。
本次計劃亦會延長工人體育館、青茂口岸、綜藝館和北安客運碼頭檢測站的開放時間，作為專為兩類人士和其他重點人群採樣的核檢站，時間為上午10時至晚上12時。所有人士實行嚴格預約，按時到達，勿過早到場造成人流聚集。

### 2022年10月下旬曾到拱北地下商場重點人群核檢安排
新型冠狀病毒感染應變協調中心公佈，為排除社區內可能潛伏的個案，降低病毒傳播風險，呼籲10月25日至28日曾到過拱北口岸地下商場快遞區的人士，10月30日、10月31日、11月1日應每天主動進行核檢，每次相隔至少12小時。上述人士可通過重點人群核檢預約系統預約，不可用作通關用途，並於出門前須進行一次快速抗原檢測並透過澳門健康碼申報檢測結果，檢測結果為陰性方可到核檢站進行核酸檢測。
11月2日，應變協調中心表示，根據廣東省珠海市香洲區疫情通告，呼籲於10月28日及之後曾到訪拱北口岸地下商場人士進行 “3天3檢”；故此，為排除可能潛伏於本澳社區的感染者，減少病毒在社區內傳播的風險，所有在澳人士若10月28日及之後曾到訪拱北口岸地下商場（包括入境拱北口岸後由扶手電梯進入拱北地下商場負一及負二層的範圍），須主動如實申報，並由申報日起即日連續3天進行核酸檢測（即每天1次，合共3次），每次須相隔至少12小時，若當天已參與其他類別的核酸檢測（包括在珠海進行的核檢）不須重複進行核檢。又指隱暪或不如實申報將承擔法律責任、未有按規定進行核檢人士其澳康碼將轉為黃碼以及所有人士出門前須進行快速抗原檢測。直至11月2日疫情記者會期間，有5,998名人士在系統申報並預約核檢。

### 2022年11月11日至13日曾到拱北地下商場重點人群核檢安排
2022年11月14日，新型冠狀病毒感染應變協調中心表示，根據廣東省珠海市疫情通告，為排除可能潛伏於社區內的感染者，呼籲所有在澳人士若於11月11至13日期間曾到過拱北口岸地下商場人士（包括從拱北口岸入境後由扶手電梯進入拱北地下商場負一及負二層的範圍）進行“3天3檢”。有關人士須主動如實申報，並由申報日起即日連續3天進行核酸檢測（即每天1次，合共3次），每次須相隔至少12小時，若當天已參與其他類別的核酸檢測（包括在珠海進行的核檢）不須重複進行核檢。相關檢測結果不能用作通關用途，沒有按規定進行核檢人士其澳門健康碼將在翌日轉為黃碼，並且在出門前須進行一次自我快速抗原檢測，陰性者方可進行核檢。

## 康復人士及近期有外國旅居史人士核檢安排
2022年7月31日，應變協調中心表示，因有外國旅居史的人士曾感染的情況較為常見，而不少曾感染的康復人士在接受病毒核酸檢測時亦可能反覆出現“復陽”的情況；上述人士的樣本與其他人士的樣本混檢後出現陽性反應，則需要追蹤所有樣本同管人士重新採樣。為減少這種情況，自8月1日起，要求1個月內曾有外國旅居史的人士，或3個月內曾經感染的人士，接受核酸檢測時須接受單樣檢測，單樣檢測只可在以下地點進行：
- 必須預約：鏡湖醫院禮堂、科大體育館及南粵青茂口岸
- 無須預約：仁伯爵綜合醫院

中心提醒，在衛生局電腦系統中有相關旅居史或感染史記錄的人士，會在預約系統中作出提示；而沒有記錄但有以上旅居史或感染史情況的其他人士則需主動說明。

## 最新常態化下重點工作人群核檢指引
2022年8月5日，應變協調中心參考國務院聯防聯控機制發佈的《新型冠狀病毒肺炎防控方案（第九版）》的相關建議，並結合本澳的實際情況，制定了更新的《重點工作人群定期檢測指引》，有關指引稍後會上載到應變協調中心抗疫專頁的防疫指引欄目。制定這份指引之目的，是透過對重點工作人群（包括工作上有較高感染風險或較高機會傳播新冠病毒的人群）的定期檢測，藉此及早發現當中的感染者，達到及早發現、及早隔離和減少社區傳播風險之目的。有關定期檢測由主管實體監督相關個人及公共或私人實體執行，並由各主管實體監督各類重點工作人群所在部門和機構採取適當的方法，確保有關人員定期接受檢測。有關定期檢測的費用由政府和企業承擔，不會由僱員承擔費用，具體的細則會由相關主管實體與企業協調。當中，由政府承擔費用的核酸檢測，並不能作通關用途。相關指引將於8月8日開始實施，並設有為期一周的過渡期，指引內列出的重點工作人群可以在首星期內任何一天開始有關的定期檢測。此核酸檢測需要透過核酸預約連結提前預約，並按預約時間和地點到相應的核檢站進行；倘需進行抗原檢測，則會由政府或企業向重點工作人群提供抗原檢測包。
2022年8月6日，衛生局公布重點工作人群定期檢測指引。有關指引目的是透過對重點工作人群（工作上有較高風險感染的人群）的定期檢測，以及早發現當中的感染者，達到及早發現、及早隔離和減少社區傳播風險之目的。

### 混樣陽性人士管理措施
2022年12月8日起，應變協調中心調整混樣樣本管理措施，當局發現混樣樣本陽性，會向涉及同管人士發出短信，其健康碼會鎖紅碼，有關人士按短信提醒到全澳設有紅碼專道核檢站免費單樣檢測，如果陰性會變綠碼。避免市民在特別急診長時間等候核酸結果。
2022年12月16日，應變協調中心對，已於12月14日起把混管樣本核酸檢測陽性人士的澳門健康碼由“紅碼”改為“綠碼”（代碼g28）的相關跟進流程。當發現有混管樣本核酸陽性，會自動發短訊通知屬於該混管內的相關居民，澳門健康碼維持“綠碼”並會顯示為代碼g28，為期48小時；該次檢測因混樣陽性，故未能為相關人士提供陰性的檢測結果。如抗原快測呈陽性，須先通過“感染者自我評估及社區門診預約平台”進行自我評估；若處於健康危急情況，應致電999求助；如抗原快測呈陰性，可按個人需要（例如出入境需要）於48小時內預約到本澳設有單樣專道的核酸檢測站進行免費的單樣本核檢，此檢測結果如為陰性便可用作通關用途，而澳門健康碼“綠碼”的代碼g28會被自動取消。此外，即使沒有進行單樣核酸檢測，澳門健康碼“綠碼”的代碼g28亦會於48小時後自動取消。持有澳門健康碼為“綠碼”（代號g28）的人士不會影響其出行或出入境，但亦需要符合出入境的核酸要求。

## 常規核酸檢測服務暫停
按規定，如氣象局發出八號或以上風球時，所有常規病毒核酸檢測站暫停開放，直至八號風球取消後另行通知。
- 2020年8月18日：颱風海高斯襲澳，氣象局於上午11時30分改發三號風球，所有常規病毒檢測站於下午1時30分恢復。
- 2020年10月13日，熱帶風暴浪卡襲澳，氣象局於當天上午7時30分至晚上7時發出八號東北風球，所有常規病毒檢測站全日暫停。
- 2021年10月9日，熱帶風暴獅子山襲澳，氣象局於10月9日上午6時至10月10日凌晨2時發出八號東南風球，所有常規病毒檢測站於10月9日當天全日暫停。
- 2021年10月13日，受颱風圓規影響，氣象局於10月12日晚上10時30分改發八號東北風球，綜藝館和工人體育場常規病毒核酸檢測站於當天晚上8時起提前關閉，10月13日下午5時30分氣象局改發三號風球，除綜藝館和工人體育場常規病毒核酸檢測站外，其餘常規病毒檢測站暫停開放。
- 2022年7月1至2日，受颱風暹芭影響，氣象局於7月1日晚上9時30分發出八號東南風球，流動核酸採動車、黃碼人士專用核酸檢測站提前暫停服務，常規核酸檢測站亦提前暫停服務。7月2日，八號風球持續生效至當天晚上8時30分才改發三號風球，所有常規病毒核酸檢測站和黃碼人士專用核酸檢測站全日暫停服務。
- 2022年8月9日，受熱帶風暴木蘭影響，氣象局於當天上午11時30分發出三號風球，應變協調中心宣佈18個戶外核酸檢測站暫停開放。[189]
- 2022年8月10日，受熱帶風暴木蘭影響，氣象局於上午7時至下午1時發出八號東南風球，各核酸檢測站一度暫停開放，直至下午3時室內核酸檢測站和流動核酸採樣車如常提供服務，而戶外核酸檢測站及成都街中央公園流動核酸採樣車於當天暫停服務。[190]
- 2022年8月11日，因熱帶風暴木蘭遠離澳門，所有戶外核酸檢測站恢復服務。
- 2022年8月24日下午2時起，受颱風馬鞍影響，氣象局發出三號風球，應變協調中心宣佈20個戶外核酸檢測站點將暫停開放，直至另行通知。[191] 8月25日晚上10時30分至8月26日上午11時，曾發出八號風球，所有室內常規核酸檢測站延至8月26日下午2時30分起恢復正常開放，戶外核酸檢測站均於8月27日起恢復。
- 2022年11月1日，受強烈熱帶風暴尼格影響，氣象局發出三號風球。應變協調中心於下午宣佈由於天氣原因，位於氹仔的三家村戶外核檢站暫停運作[192]。
- 2022年11月2日日間起，所有戶外核酸檢測站暫停開放；晚上9時30分，氣象局改發八號西北風球，所有常規核酸檢測站於發出八號風球前兩小時即晚上7時30分暫停，預約時段受颱風影響而未能前往進行核酸檢測的人士，須重新預約。須接受檢測人士不會因為在8號風球或惡劣天氣期間無法進行核酸檢測，而導致其健康碼被轉為黃碼或紅碼[193]。2022年11月3日上午7時，氣象局改發三號風球，隨後於上午8時30分取消所有熱帶氣旋警告信號。室內常規核檢站有序於上午9時正常開放，戶外核檢站視乎情況恢復開放。

## 設備故障事件
2021年10月19日，大批人士在國檢旗下核檢站進行病毒檢測後未能成功「上碼」，10月20日被安排至位於皇朝區的國檢衛生檢測公司（下稱國檢）重新進行檢測。國檢方面於當天傍晚回應相關事件，指因為公司實驗室設備故障，導致部分核酸檢測結果未能及時發出，影響了當事人員的出行，國檢對此深表歉意。
2021年10月25日，在應變協調中心新聞發佈會上，當局表示國檢已提交了相關報告，指今次故障涉影響人數約1,600多人。傳染病防制暨疾病監測部協調員梁亦好引述國檢在報告中解釋，是由於機械出現故障影響正常檢測服務，國檢已即時安排受影響人士重新進行病毒檢測，並由第三方機構即時協助檢測其他樣本。事後國檢亦已進行檢討，包括會增設儀器，在未來再發生故障時會有設備及時替代。至於針對今次事件對國檢的罰則方面，梁亦好就稱由於其本人手上無相關合同文件資料，但指合同的行文應有罰則，當局稍後會補充。
2021年11月14日，南粵核酸檢測結果資料上傳出現故障，導致部分市民的檢測結果無法上傳至澳門健康碼，部分已接受檢測的市民經應變恊調中心查詢後到青茂口岸領取檢測結果紙本文件，但工作人員未收到相關通知導致場面混亂，部分市民因急於前往中國大陸未能及時前往導致鼓譟，而「上碼」系統至當天上午10時半才恢復正常。南粵指事故原因涉及南粵的電腦系統更新，未能與衛生局系統端口對接，令核檢結果未能上傳至衛生局系統。
2022年6月30日，參與2022年6月27日至28日全民核酸檢測計劃的國檢（澳門）衛生檢測有限公司因機器故障及檢測失誤，導致22管樣本涉及132人，未能檢出正常結果，應變協調中心對該公司出現的失誤深表遺憾，已責成該公司作出全面檢討，提出切實可行的改善措施，防止類似事件再次發生；此外，應變協調中心就本次全民核酸檢測的全部結果延遲公佈，向全澳居民表示抱歉。

## 外部連結
- 常規核酸檢測預約 （页面存档备份，存于）
- 有疑似症狀人士免費核酸檢測連結 （页面存档备份，存于）
- 快速抗原檢測結果申報平台 （页面存档备份，存于）
- 重點人群/區域核酸檢測預約系統(免費) （页面存档备份，存于）